# Australopithecus afarensis
Australopithecus afarensis is een uitgestorven mensachtige van het geslacht Australopithecus uit het Plioceen van Oost-Afrika. Het is een van de oudste bekende mensachtigen.
Sinds 1935 werden in het gebied van Laetoli in Tanzania losse tanden en beenderen van zeer vroege mensachtigen gevonden, ruim drie miljoen jaar oud. Tussen 1973 en 1977 ontdekte men in Ethiopië, in het gebied van Hadar, de Afardriehoek, veel talrijker fossielen, waaronder een vrij compleet skelet van een vrouw dat de bijnaam Lucy kreeg. Lucy was in 1974 het meest volledige bekende skelet van een mensachtige ouder dan een half miljoen jaar. In 1978 werden de fossielen uit Hadar en Laetoli benoemd als een aparte soort: Australopithecus afarensis. Daarna zijn er in Hadar nog meer skeletten gevonden. Verder zijn er resten van de soort aangetroffen in Kenia, bij het Turkanameer, de Omo en Koobi Fora.
A. afarensis toont een mengeling van kenmerken die meer oorspronkelijk en meer modern zijn. De hersenpan is vrij klein. In zijaanzicht is de bovenkaak spits maar de onderkaak stomp, een unieke combinatie. De wallen boven de oogkassen steken in de hoeken zijwaarts uit. De jukbeenderen zijn niet zo breed. Een schedelkam ontbreekt. De hoektanden zijn tamelijk klein maar vaak zijn er nog spleten tussen de andere tanden waar ze inpassen. De valse kiezen zijn spitser dan bij moderne mensen maar stomper dan bij chimpansees. Het email van de kiezen is iets verdikt. A. afarensis is volledig aangepast aan het rechtop lopen. Het bekken is breed. Het dijbeen maakt een hoek met het onderbeen. Er is geen grijpvoet maar de grote teen loopt evenwijdig aan de andere tenen. Lucy was een klein individu, ongeveer 110 centimeter lang, maar sommige mannen lijken langer te zijn geworden dan anderhalve meter.

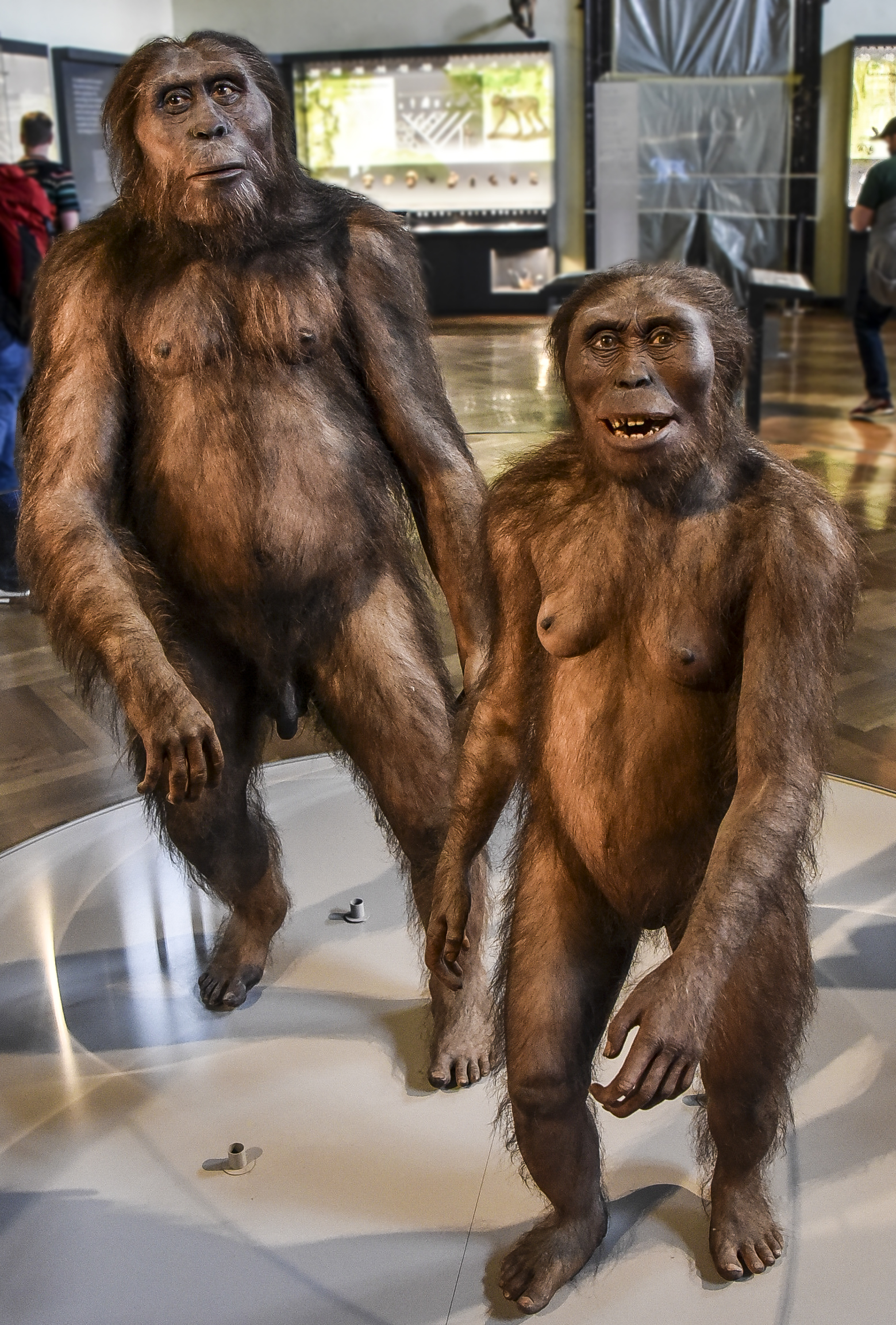
Modellen van Australopithecus afarensis in het Naturhistorisches Museum Wien

A. afarensis speelt een sleutelrol in de discussies over de vroege evolutie van de mens. Eerst werd hij gezien als de directe voorouder van zowel de moderne mens als de tak die naar de zwaargebouwde australopitheken loopt. Dit is echter sterk omstreden geraakt. Sommige onderzoekers zien hem als een voorouder van alleen de mens of juist alleen de latere australopitheken. Hij kan ook een vroege zijtak geweest zijn. Er zijn intussen nog oudere mensachtigen gevonden en een daarvan, Australopithecus anamensis, kan weer de directe voorouder van A. afarensis zijn.
Het leefgebied van A. afarensis bestond uit halfopen bossen. Zijn levenswijze is nog heel onzeker. Een aantal wetenschappers beweert dat de vorm van zijn handen en voeten erop wijst hij nog vaak in de bomen klom. Brede kiezen en krachtige kauwspieren zouden het eten van hardere graszaden hebben mogelijk gemaakt maar de slechts ondiepe krasjes op het tandemail duiden eerder op een dieet van fruit en zachte noten. De kleine hoektanden passen bij een laag niveau van agressie. Niet duidelijk is waarom dan mannen en vrouwen zo sterk in grootte verschilden.

## Vondst en naamgeving

### Vroege vondsten
De eerste resten van deze soort werden in 1935 gevonden door Louis Leakey die een onderste hoektand verzamelde bij de Olduvai Gorge, specimen M 18773 (later M. 42323), welke hij toewees aan een baviaan. Pas in 1977 werd dit herkend als een tand van een mensachtige.

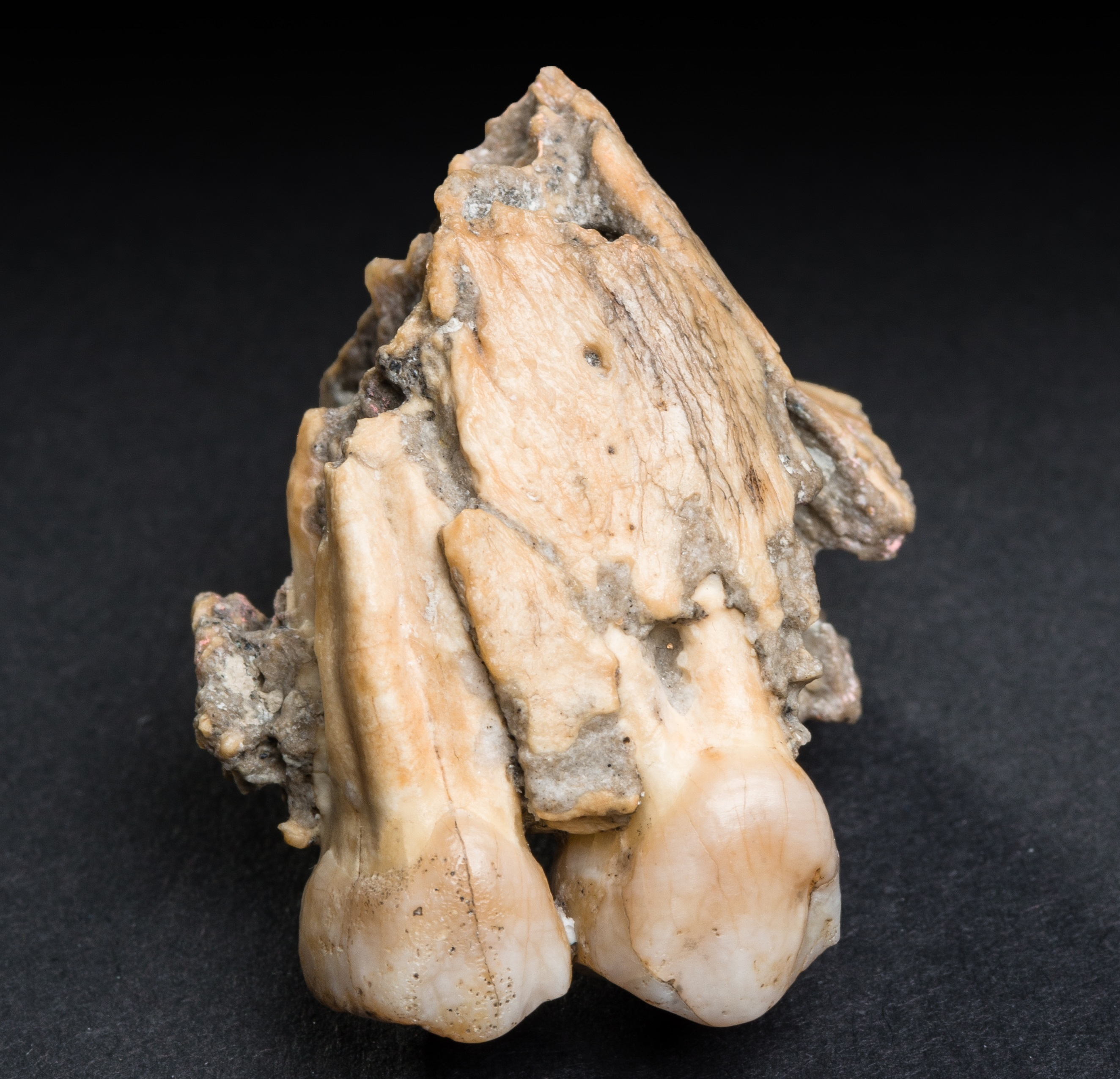
Garusi-1

In dezelfde regio werden door de Duitse paleontoloog Ludwig Kohl-Larsen in 1939 mensachtige fossielen ontdekt en erkend bij Laetoli in Tanzania. Duitse geleerden hadden een band met dat gebied omdat het eerder Duits Oost-Afrika was. Bij de rivier de Gerusi of Garu(s)si werd een stuk bovenkaak met twee premolaren opgegraven, specimen Garusi-1, en een derde kies van de bovenkaak, Garusi-2. In Duitsland identificeerde men nog een hoektand onder de vondsten, Garusi-4. In 1940 begreep Wolfgang Abel het verband met de in Zuid-Afrika in 1924 ontdekte Australopithecus africanus. In 1948 stelde Edwin Hennig dat het wel eens om een apart geslacht zou kunnen gaan dat hij benoemde als Praeanthropus, de "voor-mens", overigens zonder een volle soortnaam te bepalen. In 1950 maakte Hans Weinert er een Meganthropus africanus van. In de jaren vijftig werd naar zulke vondsten verwezen als een affin. Australopithecus africanus; dit weerspiegelde een vaag vermoeden dat A. africanus ook in Oost-Afrika voorkwam. In 1955 benoemde Muzaffer Süleyman Şenyürek een Praeanthropus africanus.

### Lucy
In Tanzania en Kenia waren sinds het eind van de jaren vijftig belangrijke vondsten van mensachtigen gedaan in het systeem van de Grote Slenk. De meerafzettingen daar bewaarden vele fossielen die door middel van lagen vulkanisch as ook nauwkeurig te dateren waren. Het systeem zet zich door tot de Omo in Zuid-Ethiopië die sinds 1967 door de Franse paleontoloog Camille Arambourg opnieuw onderzocht werd en dit schiep de verwachting dat ook in de Afardriehoek, Noord-Ethiopië, in lagen van 3,2 miljoen jaar oud een schat aan materiaal te vinden moest zijn. In 1971 bevestigde een eerste verkenning door Maurice Taieb dit. In 1972 zette Taieb de International Afar Research Expedition op, samen met Donald Johanson die de voornaamste fondsen verwierf bij Princeton University, en Yves Coppens. In 1973 vond Johanson op het eind van het eerste veldseizoen een kniegewricht, specimen AL 129-1, dat toebehoord moest hebben aan een tweevoetige mensachtige. Verder werd een robuust, maar sterk gepneumatiseerd, wandbeen aangetroffen, specimen A.L. 166-9. In 1974 vond een vertegenwoordiger van de Ethiopische regering, Alemayehu Asfaw, in de "Vallei der Hominiden" twee kaken, gevolgd door een derde ontdekt door een werkkracht uit Tigray, de specimina A.L. 198-1, A.L. 266-1 en A.L. 277-1.

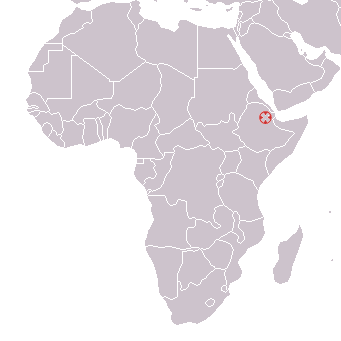
Vindplaats van Lucy

Op 24 november 1974, tegen het middaguur, werd door Johanson, vergezeld door graduate student Tom Gray, een doorbraak bereikt toen specimen AL 288-1 ontdekt werd. Johanson zag gedurende een wandeling op Locatie 162 een arm aan het woestijnoppervlak liggen en meteen trof men ernaast meerdere botten aan. Het ging om een voor een fossiele mensachtige uitzonderlijk volledig skelet met schedel, waarvan men op grond van de geringe lengte en de bekkenvorm vermoedde dat het een jongvolwassen vrouw betrof. Het omvat schedelresten, de gepaarde onderkaken, ribben, delen van de armen, delen van het bekken en een linkerdijbeen. Het exemplaar, dat een van de beroemdste vondsten in de paleoantropologie zou worden, kreeg de bijnaam Lucy, naar Lucy in the Sky with Diamonds, een bekend nummer van The Beatles dat op de avond van de ontdekking op de bandrecorder werd gedraaid. Lucy is wellicht om het leven gekomen door een val uit een hoge boom, maar het is ook gesteld dat een aardverschuiving of aanval door een roofdier waarschijnlijker oorzaken waren. In 1995 werd geopperd dat het wellicht een man betrof, een "Lucifer", wegens een te smal bekken, maar dat bleek in 1996 een normale omvang te hebben voor een vrouw van die grootte. Lucy had het bekken van een rechtop lopend dier en haar taxon was daarmee in 1974 de oudst bekende tweevoetige fossiele hominide. Daarbij was Lucy het meest volledige skelet van een australopitheek dat toen bekend was. Meer complete skeletten van fossiele mensachtigen werden in 1974 alleen vertegenwoordigd door slechts vijfenzeventigduizend jaar oude neanderthalers.
In november 1975 ontdekte Michèle Cavaillon, een lid van een filmploeg, locatie 333 met 216 fossielen die een minimum van dertien individuen vertegenwoordigden, waaronder mannen, vrouwen en kinderen. Het geheel werd geïnventariseerd onder nummer AL 333 en kreeg de bijnaam First Family. De veelheid aan vondsten maakte het mogelijk te onderkennen én bewijzen dat men een taxon ontdekt had dat zich duidelijk onderscheidde van A. africanus en aan die soort in tijd vooraf scheen te gaan. Johanson meende zelfs minstens twee taxa ontdekt te hebben en publiceerde in 1976, van maart af, drie artikelen over de vondsten. Doordat die ieder aparte methoden van datering toepasten, spraken ze elkaar tegen over de ouderdom van de vondsten. Lucy werd gezien als een andere soort dan de losse kaken die beschouwd werden als een vroege vertegenwoordiger van Homo. Ondanks staatsgrepen in Ethiopië slaagde Johanson erin een belangrijk deel van het materiaal ter bestudering naar de VS over te brengen. Na januari 1977 kwam aan het veldonderzoek voorlopig een eind. Een kleine expeditie in 1981 door Desmond Clark leverde weinig op en in 1982 werden door de Ethiopische regering zelfs alle paleontologische activiteiten door buitenlandse wetenschappers voor vele jaren opgeschort.

### Australopithecus afarensiswordt benoemd

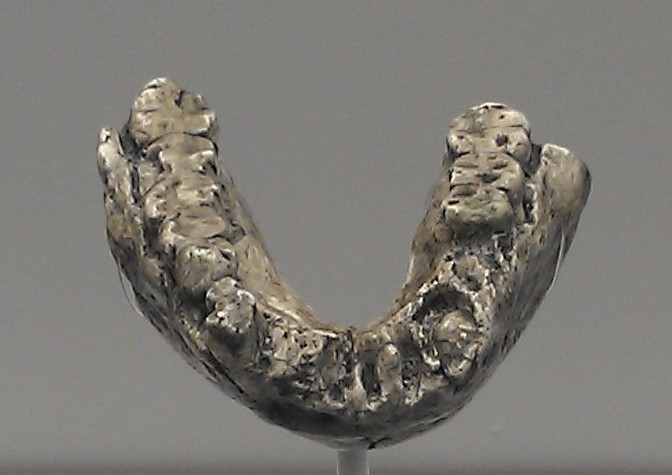
Replica van LH 4

Mary Nicols, de tweede vrouw van Louis Leakey, hervatte in 1974 het onderzoek op de vindplaatsen bij Laetoli en had daarbij samen met Timothy Douglas White skeletelementen aangetroffen die in ouderdom en bouw overeen leken te komen met de vondsten in Hadar. De opgravingen zouden zich tot 1981 voortzetten en leverden een dertigtal fossielen op waaronder twee mandibulae: LH4 en LH2, naast het gedeeltelijke skelet LH21. In een dergelijke situatie wil het wel gebeuren dat een van de teams de primeur probeert te behalen door snel als eerste de nieuwe soort te benoemen. Om zo'n weinig verheffende toestand te voorkomen, poogden de betrokken paleontologen in dit geval samen te werken bij de publicatie. De delicate coördinatie die dit vergde, werd echter belemmerd door de notoir dominante persoonlijkheden van Mary Leakey, Johanson en White, bijgenaamd de Great White Shark. Tussen White en M. Leaky had zich al een verwijdering voorgedaan vanwege verschillen van mening over de ouderdom van vondsten van Homo habilis.

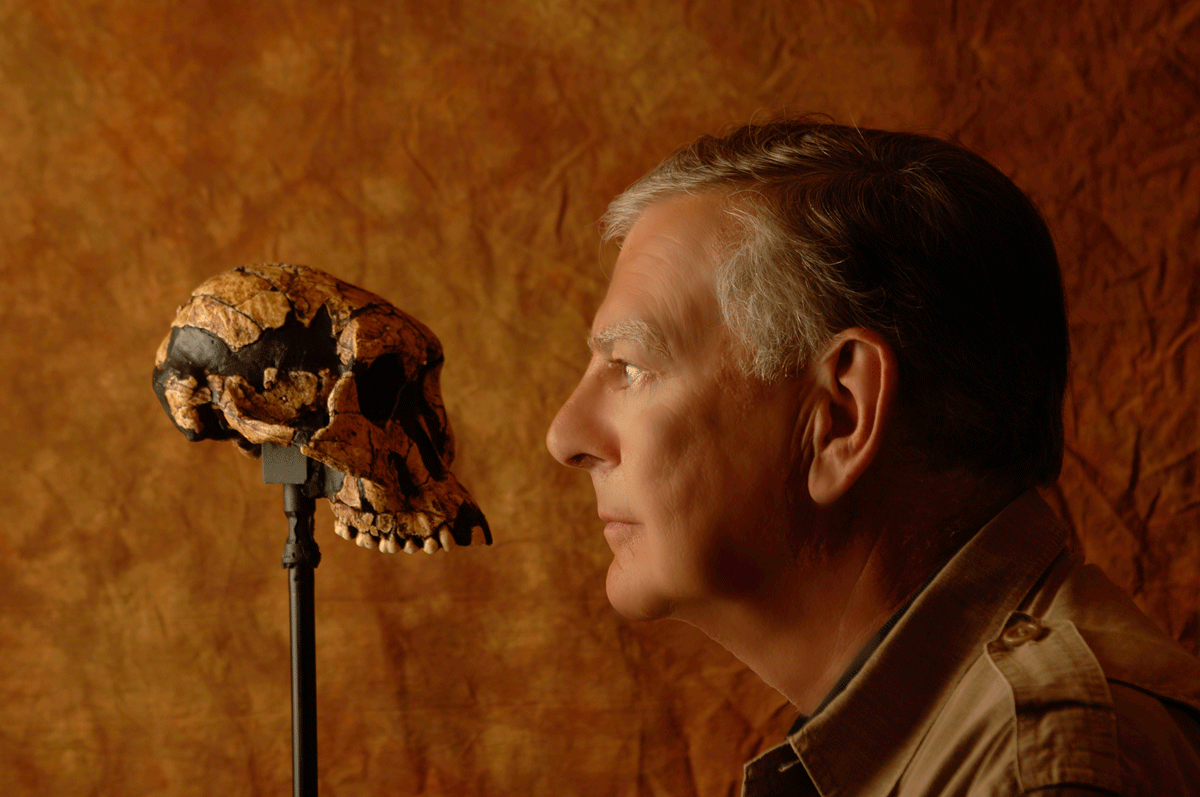
Johanson oog in oog met specimen AL 822-1

In 1977 overtuigde White Johanson ervan dat Lucy geen apart taxon was maar dat haar kleine omvang en V-vormige kaken een kwestie waren van allometrie, verandering van proporties tijdens de groei. Ze besloten samen een nieuwe soort te benoemen, vrezend dat Coppens ze anders voor zou zijn. Omdat ze die soort basaler zagen dan zowel Homo als Australopithecus, zou het logisch geweest zijn ook een nieuw geslacht te benoemen. Daarvan zag men echter af om controverses te vermijden. Daarbij wilde men de geslachtsnaam Praeanthropus vermijden die aan het materiaal van Garusi gegeven was. Wegens de basale positie en morfologie wilden ze de soort niet onderbrengen bij Homo. Zo bleef alleen de optie over de soort in het geslacht Australopithecus te plaatsen. Voor de soortaanduiding werd laetoliensis overwogen maar verworpen omdat de Ethiopische vondsten veel uitgebreider waren. De aanduiding hadarensis werd te precies geacht gegeven het feit dat deze regio misschien nog oudere en belangwekkender vondsten zou kunnen opleveren. Aldus koos men voor een algemener afarensis. Om naamgevingsproblemen te voorkomen consulteerde men de expert Ernst Mayr. Overwogen werd ook om Lucy aan te wijzen als holotype, het type-exemplaar van de nieuwe soort. Lucy was echter nog onbeschreven en werd daarom slechts gebruikt als paratype. White had, na een opdracht daartoe van Mary Leakey op 18 november 1975, het materiaal uit Laetoli kort ervoor in detail beschreven — en zou dat in 1980 voortzetten waarbij ook een skelet van een jong individu gemeld werd, het specimen LH-21 — en hechtte er aan een duidelijke band te leggen tussen de twee vondstgebieden wat ook zou verhinderen dat iemand op basis van de fossielen uit Tanzania een tweede soort zou benoemen. Daarom koos men voor LH 4, het stel tot een mandibula vergroeide onderkaken, als het holotype.
Johanson en White wilden graag in het gerenommeerde tijdschrift Science publiceren maar zagen zich geconfronteerd met het probleem dat dit blad slechts vrij korte artikelen toestond. Daarom besloot men eerst een uitgebreide technische beschrijving te publiceren in het blad Kirtlandia, gepaard aan de naamgeving. Kort daarop zou men dan een interpreterend artikel indienen bij Science. Mary Leakey nodigde men uit om medeauteur te zijn van het artikel in Kirtlandia, wat zij op 28 februari 1978 aanvaardde op voorwaarde dat het puur beschrijvend zou blijven, zodat het niet leek alsof ze haar fiat gaf aan allerlei hypothesen van Johanson en White. Bij de officiële herdenking tijdens een zesdaags Nobelsymposium in Zweden in mei 1978 van de tweehonderdste sterfdag van Carl Linnaeus hield Johanson een lezing over de nieuwe soort. Daarbij vermengde hij beschrijving en interpretatie. Mary Leakey, die met Richard Leakey in de zaal aanwezig was om als eerste vrouw in de geschiedenis een Gouden Linnaeusmedaille te ontvangen, viel het toen pas op dat LH 4, een van "haar" fossielen, het holotype was. Verre ervan daardoor vereerd te zijn, zag ze het als een inbreuk op haar wetenschappelijke integriteit, ook omdat ze het met de interpretatie helemaal niet eens was. Ze keerde terug tot haar eerdere standpunt dat althans een gedeelte van het materiaal bij Homo hoorde. Ze trok zich op 22 augustus 1978 terug als auteur, wat Johanson dwong de hele editie van Kirtlandia achter te houden en open te snijden om het titelblad te vervangen. Uiteindelijk werd Australopithecus afarensis eind 1978 toch geldig in Kirtlandia benoemd, met Yves Coppens als medeauteur. Overigens had hij de naam al in mei vermeld en deze was in de pers gepubliceerd, zij het als een ongeldig nomen nudum. Op 29 januari 1979 volgde het artikel in Science. Deze publicaties kregen zeer grote aandacht in de pers, waarbij het commentaar van Richard Leakey overwegend negatief was. Mary Leakey trachtte aan te tonen dat de naam Meganthropus africanus prioriteit had. Het bleek toen dat die prioriteit in beginsel toekwam aan Praeanthropus africanus, maar dat het vrij had gestaan een andere soortaanduiding te kiezen dan africanus mits de soort in Australopithecus geplaatst werd aangezien er al een Australopithecus africanus bestond. In 1981 bracht Johanson het onderwerp verder onder de aandacht van het grote publiek door zijn boek Lucy: The Beginnings of Humankind, dat zelfs in het Nederlands vertaald werd. In 1982 en 1985 werd het gebit meer in detail beschreven. In 1980 wees Johanson de hypothese van een aparte robuuste vorm in het materiaal openlijk af. In 1982 bevestigde een statistische analyse dat de afwijkende proporties van Lucy inderdaad verklaard konden worden door allometrie. Het vraagstuk zou echter omstreden blijven.

### Latere vondsten

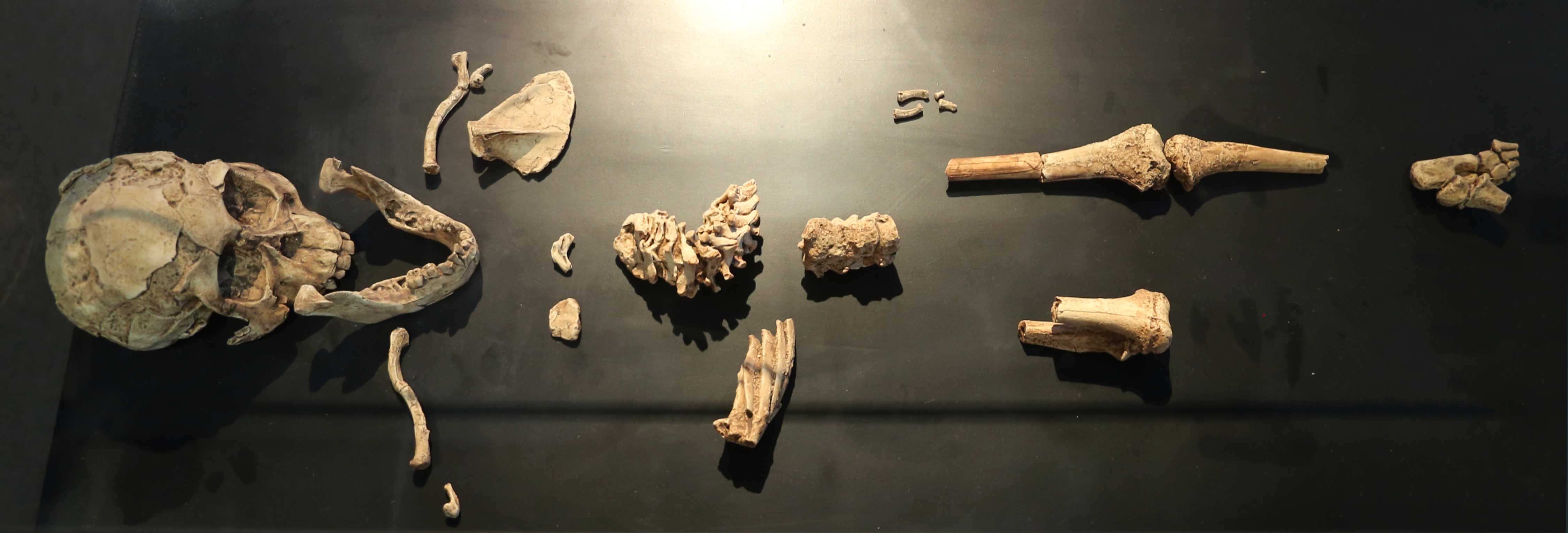
DIK 1-1

In 1988 werd door William Kimbel een schedeldak gemeld van een klein volwassen individu gevonden bij Koobi Fora in een laag van 3,3 miljoen jaar oud, specimen KNMER 2602. In 1990 werden premolaren en kiezen uit de drie miljoen jaar oude Usnoformatie in de Omo toegewezen aan een Australopithecus affin. A. afarensis. In 1993 en 2000 werden een onderkaak, specimen MAK-VP 1/12, stukken onderkaak en tanden, en een boveneind van een dijbeen, specimen MAK-VP 1/1, gemeld van de Maka Sands in de Middle Awash Valley. Ze lijken erg op de vondsten bij Hadar en bevestigen de hoge ouderdom van de tweevoetigheid. Vondsten toegewezen uit de regio bij het Turkanameer in Kenia zijn lastig met zekerheid te determineren.
In 1990 werden de opgravingen in Hadar opnieuw opgevat door het Institute of Human Origins en voortgezet tot en met 1994, waarna in 1999, 2000 en 2001 vervolgonderzoek plaatsvond. In 1992 vond Yoel Rak daarbij specimen AL 444-1, een grote mannelijke schedel die veel completer was dan die van Lucy. Daarnaast werd skelet AL 438-1 aangetroffen. In 1994 werden deze vondsten voorlopig beschreven in Nature, gevolgd door een veel uitgebreidere monografie van de hand van William Kimbel in 2004. Daarbij werd ook een nog veel vollediger in 2000 gevonden schedel behandeld, specimen AL 822-1, vermoedelijk van een vrouw. Verschillen werden opgemerkt met het materiaal uit Laetoli maar die werden niet voldoende belangrijk geacht om het Ethiopische materiaal als een eigen soort te benoemen. Overige vondsten tussen 1990 en 2007 betroffen negenenveertig kleinere specimina van het postcraniaal skelet. In de late twintigste eeuw begonnen opgravingen bij Dikika, aan de andere zijde van de Awash, die mensachtig materiaal opleverden waaronder in 2000 een skelet met schedel van een vrouwelijke peuter van ongeveer drie jaar oud, specimen DIK-1-1. Dit individu, bijgenaamd Selam, of Lucy's Baby, is vermoedelijk het meest volledige exemplaar van A. afarensis dat bekend is. Uit een iets oudere laag is een onderkaak van een volwassen exemplaar gevonden, specimen DIK-2-1. In 2009 schatte Kimbel het totaal aantal gevonden specimina op ruim vierhonderd. Morfometrisch onderzoek suggereert dat het daarbij inderdaad om één taxon gaat. In 2010 werd specimen KSD-VP-1/1 gemeld, bijgenaamd Kadanuumuu, de "grote kerel", een postcraniaal skelet van een volwassen man die vierhonderdduizend jaar ouder zou zijn dan Lucy en in 2005 bij Woranso-Mille gevonden werd. In 2016 werd het in detail beschreven.
Oorspronkelijk werd gedacht dat er nogal een tijdverschil lag tussen Lucy, die op 2,9 miljoen jaar gedateerd werd, en de andere vondsten die zo'n drieënhalf miljoen jaar oud zouden zijn, iets wat in 1979 zelfs herzien werd tot 3,75 miljoen jaar. Begin jaren negentig werd echter gesteld dat al het materiaal van Hadar afkomstig is uit een relatief nauw interval, tussen de 3,4 en 3,2 miljoen jaar oud. Later werd materiaal van Hadar toch weer tot 3,8 miljoen jaar oud gedateerd.
De naamgeving van het materiaal uit Hadar is in de eenentwintigste eeuw niet stabiel gebleken. In 2003 stelden Camilo José Cela Conde en Francisco J. Ayala dat in plaats van Australopithecus het eerdere Praeanthropus als geslachtsnaam gebruikt moest worden voor zowel A. afarensis als Sahelanthropus, A. anamensis, A. bahrelghazali en A. garhi. Dat heeft een zekere navolging gevonden daar Australopithecus anders parafyletisch is, een taxon dat niet alle nakomelingen omvat, wat in toenemende mate als ongewenst wordt beschouwd. In 2004, stelden Bjarne Westergaard en Niels Bonde voor een Homo hadar te benoemen — of eigenlijk een homo-hadar omdat ze het Linneaanse binomen verwierpen — met schedel AL 333–45 als het holotype, vanuit de oude gedachte dat de First Family een ander taxon zou vertegenwoordigen dan Lucy, een dat nauwer verwant was aan Homo sapiens. In 2011 benoemde Bonde voor Lucy een nieuwe soort Afaranthropus antiquus. Die twee laatste namen zijn echter gemeenlijk niet aanvaard door andere wetenschappers.

## Beschrijving

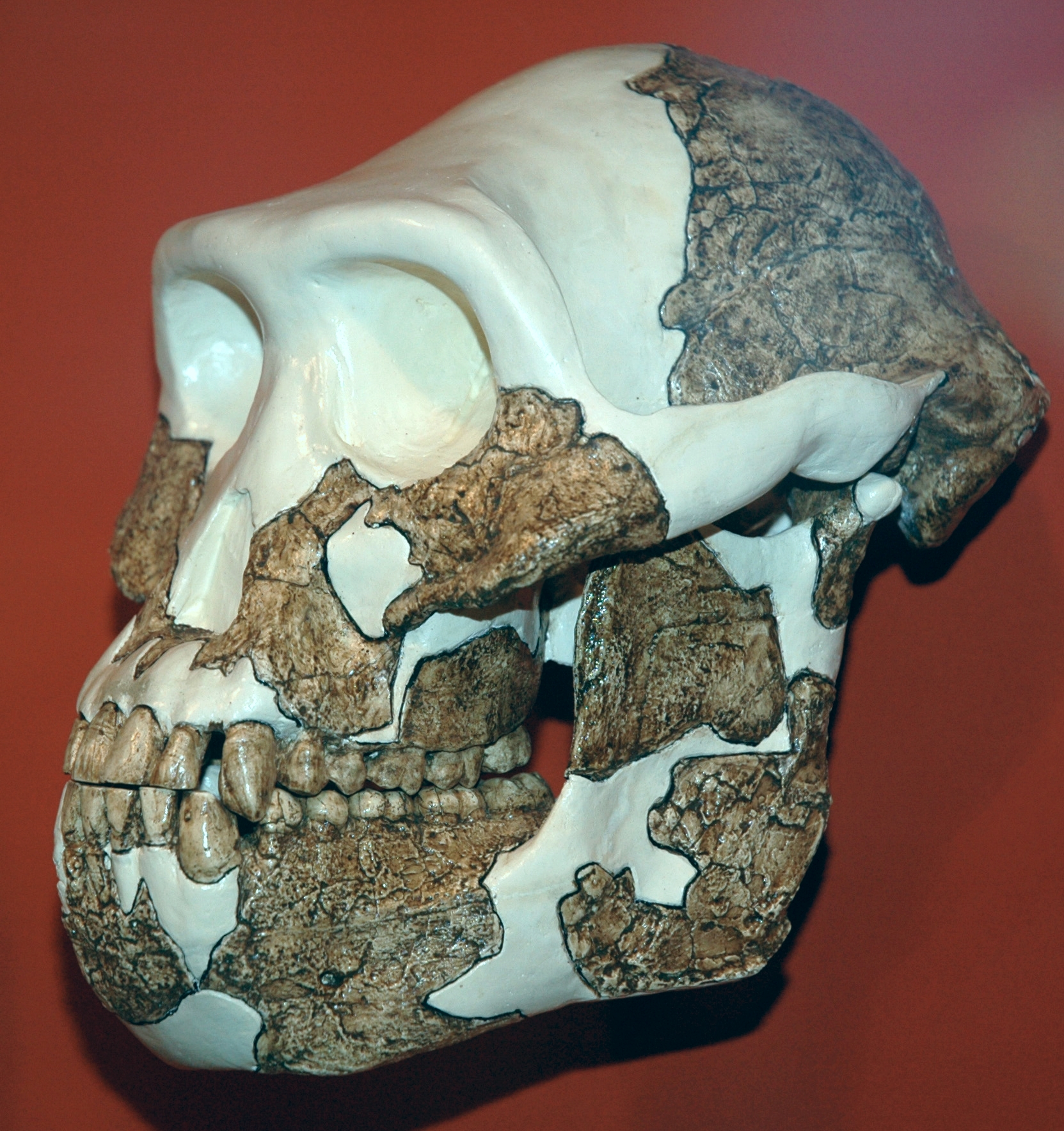
Een reconstructie uit de vroege jaren tachtig van de schedel van A. afarensis, door White en William Kimbel

### Grootte
Australopithecus afarensis was een kleine mensachtige, ongeveer 120 centimeter lang. Mannetjes waren duidelijk groter, tot anderhalve meter. Beide seksen zijn vrij zwaar gespierd zoals blijkt uit krachtige aanhechtingsvlakken op de botten en dikke botwanden. De lengte van Lucy zelf wordt in de wetenschappelijke literatuur meestal aangegeven als 107 centimeter bij een gewicht van ongeveer tweeëntwintig kilogram naar een schatting van William Jungers uit 1988. In 1992 werd door H. McHenry een minimumschatting gegeven van zeventien kilogram en een maximumschatting van zevenendertig kilogram. In 1995 schatte een studie, gebaseerd op de Body Mass Index van moderne mensen, de lengte op 105 centimeter, het gewicht op vijfentwintig kilogram. In 2017 werd de lengte door Charlotte Brassey volumetrisch bepaald op 1106 millimeter bij een gewicht van 20,4 kilogram. De kleine omvang van Lucy heeft tot een vergelijking met de moderne pygmeeën geïnspireerd.
De herseninhoud is ongeveer 385 tot 550 cc met een gemiddelde van 445 cc. Dat overlapt die van een chimpansee, driehonderd tot vierhonderd kubieke centimeter met een gemiddelde van 369 cc. Een chimpansee is echter gemiddeld iets zwaarder.

### Onderscheidende kenmerken
Bij hun beschrijving in 1978 gaven Johanson en White een aantal onderscheidende kenmerken aan. Daarbij werd A. afarensis voornamelijk met een chimpansee en de moderne mens vergeleken, niet met Australopithecus africanus.
De tandrij heeft een curve die het midden houdt tussen de rechthoek bij basale mensapen en de parabool van moderne mensen. De kiezen staan op een rechte lijn maar de verstandskies is iets ingesprongen. Tussen de hoektand van de onderkaak en de derde premolaar bevindt zich nog een diasteem, een hiaat waarin bij basale mensapen de hoektand van de bovenkaak rust. Dit diasteem is echter smal en was niet meer functioneel. De snijtanden van de onderkaak zijn matig groot. De hoektanden van de onderkaken zijn gereduceerd hoewel vrij spits. Ze hebben dus nog een zekere kegelvorm en slijtvlakken op de zijkanten. De punt is echter afgesleten zoals bij de moderne mens. Bij de mannen zijn de hoektanden duidelijk groter dan bij de vrouwen maar het verschil is niet extreem. De premolaren hebben in zoverre een basale vorm dat de tandknobbel aan de buitenste achterzijde, anders dan bij de moderne mens, niet sterk uitgegroeid is. Deze achterste knobbel, het metaconide, is dus duidelijk kleiner dan het voorste spits, het protoconide. De premolaar staat nog onder een scherpe hoek in de tandrij, niet bijna haaks als bij Homo sapiens. De knobbels van de kiezen zijn matig afgesleten, niet volledig tot het niveau van het occlusievlak, maar sterker dan bij basale mensapen. Het verhemelte is basaal van vorm, laag en vlak in plaats van hoog en gewelfd. Het gelaatsprofiel is nog prognaat, met uitstekende kaken, en bol. De beenstijlen langs de wortels van de bovenste hoektanden vormen uitstekende iuga, verticale verdikkingen aan weerszijden van de benige neusopening. Het bovenste kaakgewricht is iets hol maar wordt niet door een richel gescheiden van de opening achter de jukbeenboog wat bij de moderne mens wel het geval is. In het tympanicum is de benige ooropening nog buisvormig, niet toegeknepen als bij de moderne mens. De processus mastoideus, het achter de ooropening gelegen aanhechtingsvlak voor een kauwspier, is basaal driehoekig. Het vlak is echter niet meer helemaal plat doch wat gerond. Bij de moderne mens is het vlak ovaal van profiel en gegroefd.

### Skelet

#### Schedel
Onder alle bekende mensachtigen of zelfs mensapen heeft de schedel van Australopithecus afarensis een uniek profiel in zijaanzicht: bovenkaak en onderste neusbeen steken sterk bol en snuitvormig, prognaat, naar voren uit maar die curve gaat naar beneden over in een rechte en meer verticale lijn van de voorste onderkaak. Bij alle verwanten is of de prognatie niet zo sterk of die wordt gecombineerd met een prognate onderkaak. De bovenkaak maakt een hoek van 36 tot 45°, de onderkaak van 70°. Bij een typische chimpansee is de hoek van de onderkaak gelijk aan die van de bovenkaak en dat is ook het patroon dat de oudere Australopithecus anamensis toont. De zone van het bovenste neusbeen loopt echter veel verticaler, wat de prognatie nog beklemtoont. De jukbeenderen zijn breed maar vooral achter de tandrij, anders dan bij robuuste australopitheken. Het achterste verhemelte is ondiep en de voorste premaxillaire zone maakt er ook geen buiging mee, anders dan bij andere australopithecussoorten. Dit kenmerk toont echter een mate van individuele variatie waarin kleinere exemplaren meer buiging tonen.

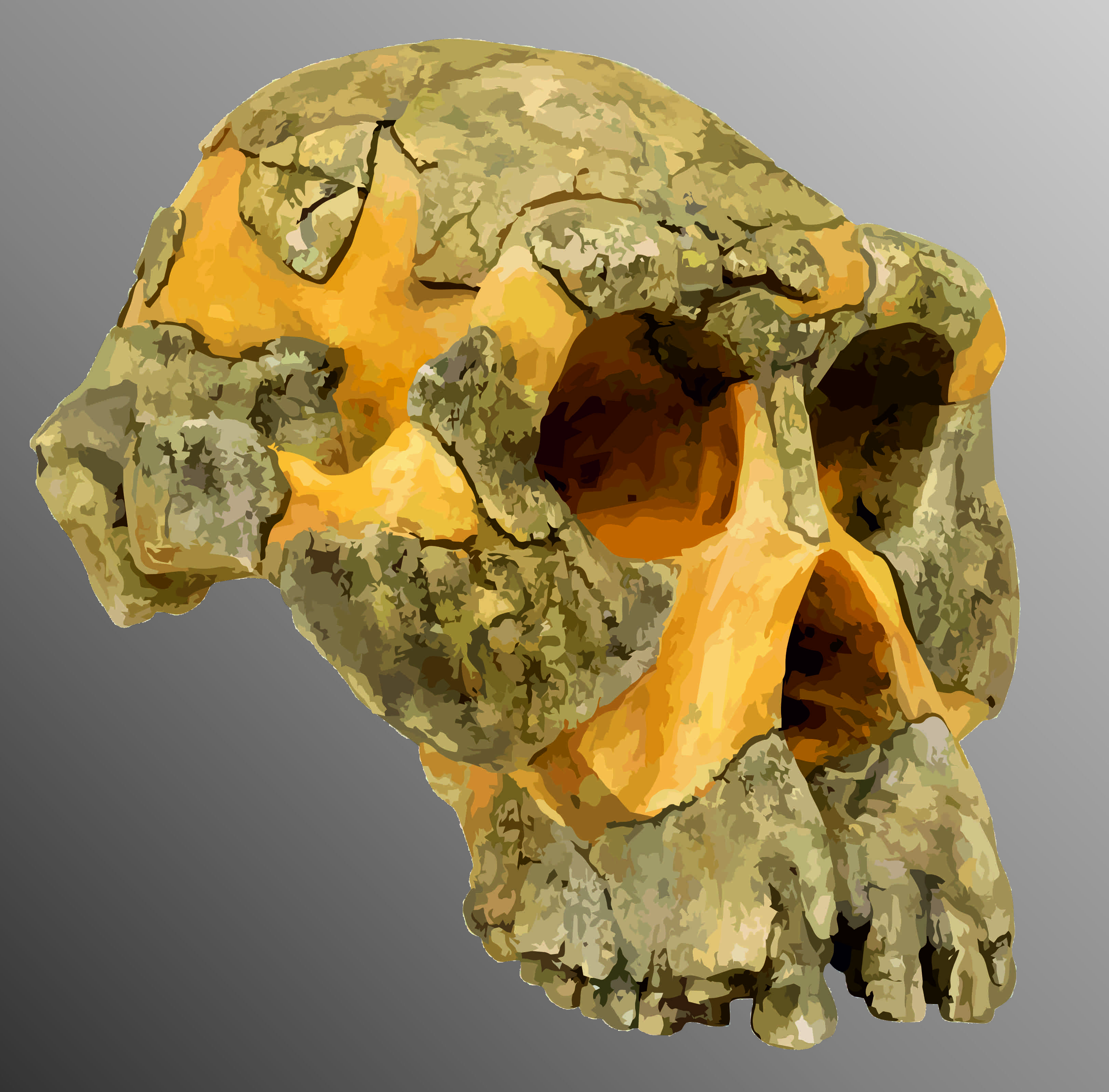
AL 444-2 toont de typische achterwaarste verbreding van de jukbeenderen en de zijwaartse verbreding van de wenkbrauwwallen

Hoewel de hersenpan een vrij kleine inhoud heeft, maakt die toch een omvangrijke indruk door pneumatisering van de schedelbasis, dus het gezwollen zijn door luchtholten, en hoge richels voor de aanhechting van de Musculus temporalis posterior. Dit zijn basale kenmerken die in de loop van de menselijke evolutie in omvang zouden afnemen. De richels liggen tamelijk achteraan en convergeren of lopen samen. Bij latere vormen liggen ze meer vooraan en uiteen. A. afarensis heeft grote wenkbrauwbogen. Die liggen in bovenaanzicht op één lijn en verdikken zich naar buiten en boven toe; bij latere verwanten zijn juist de binnendelen dikker en buigt de lijn naar buiten toe naar achteren. Achter de oogkassen is de schedel in bovenaanzicht niet sterk ingesnoerd. Hetzelfde geldt in zijaanzicht maar dat is een kenmerk gedeeld door alle australopithecussoorten. Het schedeldak loopt achter de wenkbrauwwallen maar zwak omhoog. Ook achteraan de schedel is er maar een zwakke welving zodat de zone onder de achterste punt in zijaanzicht langer is dan die erboven; bij de meeste verwanten zijn ze even lang. De veranderingen in de richels en de verhoudingen in het achterhoofd werden vroeger wel in verband gebracht met het verwerven van een tweevoetige gang, waarbij de kop rechter op de nek gebracht werd. Uit de positie van het schedelgat en de achterhoofdsknobbels, bij A. afarensis zelf en bij Ardipithecus, is het echter duidelijk dat die gang zich al lang ontwikkeld had. Kimbel suggereerde dat het hoofd om andere redenen nog wat meer gebogen gehouden werd, bijvoorbeeld voor een bepaalde manier van het eten van voedsel. In 2010 toonde AL 822-1 dat althans sommige kleinere exemplaren een meer basale bouw hebben van deze zone en dat grotere mannetjes tijdens hun rijping wellicht een meer afgeleide vorm verwierven.
Volgens Kimbel tonen de nieuwe vondsten aan dat de zone van het bovenste kaakgewricht minder vlak was dan Johanson en White meenden, maar de morfologie zou desalniettemin zeer basaal zijn, veel meer op die van een typische mensaap lijkend dan op de bouw van afgeleide mensachtigen. Een aspect daarvan is dat achteraan het uitsteeksel voor de mastoideus meer naar beneden steekt dan vooraan het nog niet verticale tympanicum. Het is overigens een raadsel waarom dat bij latere verwanten omgekeerd zou worden. In het midden van de twintigste eeuw werd wel gedacht dat zo een bredere basis voor een vergrote hersenpan verworven werd, maar A. africanus bewijst dat de verandering zich voordeed voordat het brein significant in grootte toenam.
Schattingen van de herseninhoud variëren van minder dan vierhonderd kubieke centimeter tot vijfhondervijftig kubieke centimeter. Die laatste schatting is voor specimen A.L. 444-2. Dat komt uit een wat jonge laag en zou volgens Kimbel dus een trend tot een groter brein kunnen weerspiegelen, volgens hem vermoedelijk gewoon vanwege een ook in het algemeen wat grotere lichaamsomvang. De kleine hersenen liggen afwijkend laag, weggestopt onder de achterste punten van de grote hersenen, net als bij Paranthropus robustus of sommige exemplaren van de vroege Homo. Net als bij de robuuste australopitheken zijn ze driehoekig van profiel. Ze zijn ook uitzonderlijk klein, veel kleiner dan bij andere australopithecussoorten of zelfs basale mensapen. De frontale lobben zijn afgerond als bij de meeste mensachtigen maar afwijkend van de tapse vorm van robuuste australopitheken. Bij de afvoer van het bloed is de sinus occipitalis dominant, net als bij robuuste australopitheken maar afwijkend van de dominantie van de sigmoideus als bij basale mensapen, A. africanus en de moderne mens. In 1983 werd een meer afgeleide indeling van het brein gemeld, maar dat raakte meteen omstreden. In 2020 bleek uit een scan van DIK-1-1 dat een goed ontwikkelde sulcus lunatus voorwaarts gelegen was als bij basale mensapen.

#### Onderkaak

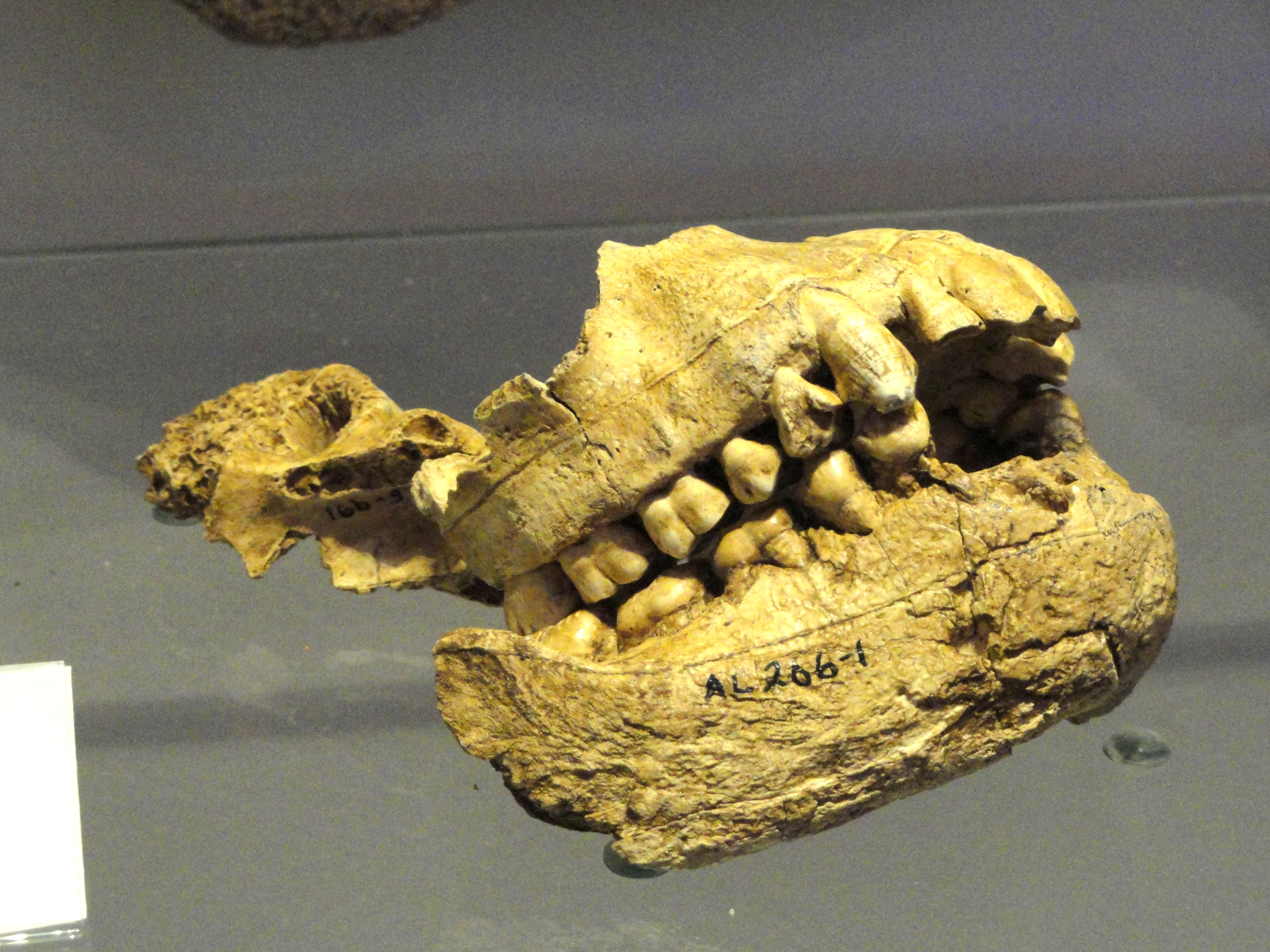
AL 206-1 toont dat de onderkaken hoog zijn maar overdwars smal

De gepaarde onderkaken, vooraan samen vergroeid tot een mandibula, die meestal simpelweg als "de onderkaak" wordt aangeduid, behoren tot de best bekende delen van het skelet van A. afarensis. Kimbel meldde in 2009 zesenvijftig exemplaren, waarvan sommigen geheel compleet zijn, met tanden en al. Er is een vrij grote variatie in bouw. Dat weerspiegelt wellicht een "evolutionaire trend" in de richting van meer robuuste kaken. Alle onderkaken hebben echter een aantal typische kenmerken gemeen. Het voorste hoofdlichaam is gezwollen en afgerond, naar achteren aflopend. De bovenste torus, een beenring die de binnenzijde van de voorste vergroeiing van de onderkaken versterkt, is zwak tot matig ontwikkeld. De onderste torus is laag, afgerond, en diep geplaatst. De doorboring van het foramen mentale is laag geplaatst en opent schuin naar voren en boven. Het zijvlak, per zijde, achter en boven het foramen mentale, is uitgehold, vooraan begrensd door de zwelling van de tandkassen van de hoektand en derde premolaar en achteraan door een zwakke zijdelingse verheffing. De rij premolaren en kiezen is meestal recht, met soms een bolle of holle kromming. De opgaande tak ontspruit hoog op het hoofdlichaam zodat een nauwe trog ontstaat tussen de tak en de rij kiezen. Die ontbreekt typisch bij latere verwanten.
Een echte kin ontbreekt maar soms is het voorste profiel vrijwel verticaal. Door de grote variatie zijn er echter ook exemplaren met een meer snuitvormig vooreinde zoals bij A. anamensis. De onderkaak is opvallend hoog met 70% van de hoogte van de bovenkaak. Dit wijkt af van moderne basale mensapen en van Australopithecus africanus maar wordt gedeeld met robuuste australopitheken. Daarvan wijkt het hoofdlichaam echter opvallend af door een meer basale slankheid overdwars.
Bij DIK-1-1 is een tongbeen aangetroffen. Dat heeft een basale vorm als bij chimpansee en gorilla's. Het heeft een slanke voorste hoorn en een langwerpig hoofdlichaam met een verticale zwelling.

#### Gebit

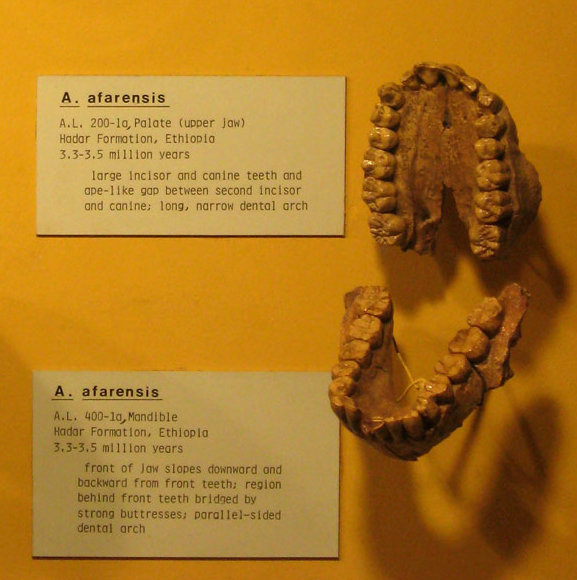
AL 200-1 en AL 400-1 tonen samen een heel gebit

Alle tanden van A. afarensis zijn bekend. Dat geldt ook voor een aantal melktanden, voornamelijk die van Selam. In het melkgebit zijn de voortanden van de bovenkaak basaal waaiervormig, afwijkend van een sterkere cilindervorm bij latere soorten. Het melkgebit is ook relatief groot maar kleiner dan bij Ardipithecus. Anders dan bij directe voorlopers is al in het melkgebit de voorste melkmolaar "gemolariseerd" met dubbele knobbels en een richel aan de zijde van de hoektand die een trigonide vormt. De metaconide is echter nog wel duidelijk kleiner dan de protoconide. Bij de kiezen ligt de buitenrand duidelijk hoger dan de binnenrand, een basaal kenmerk.

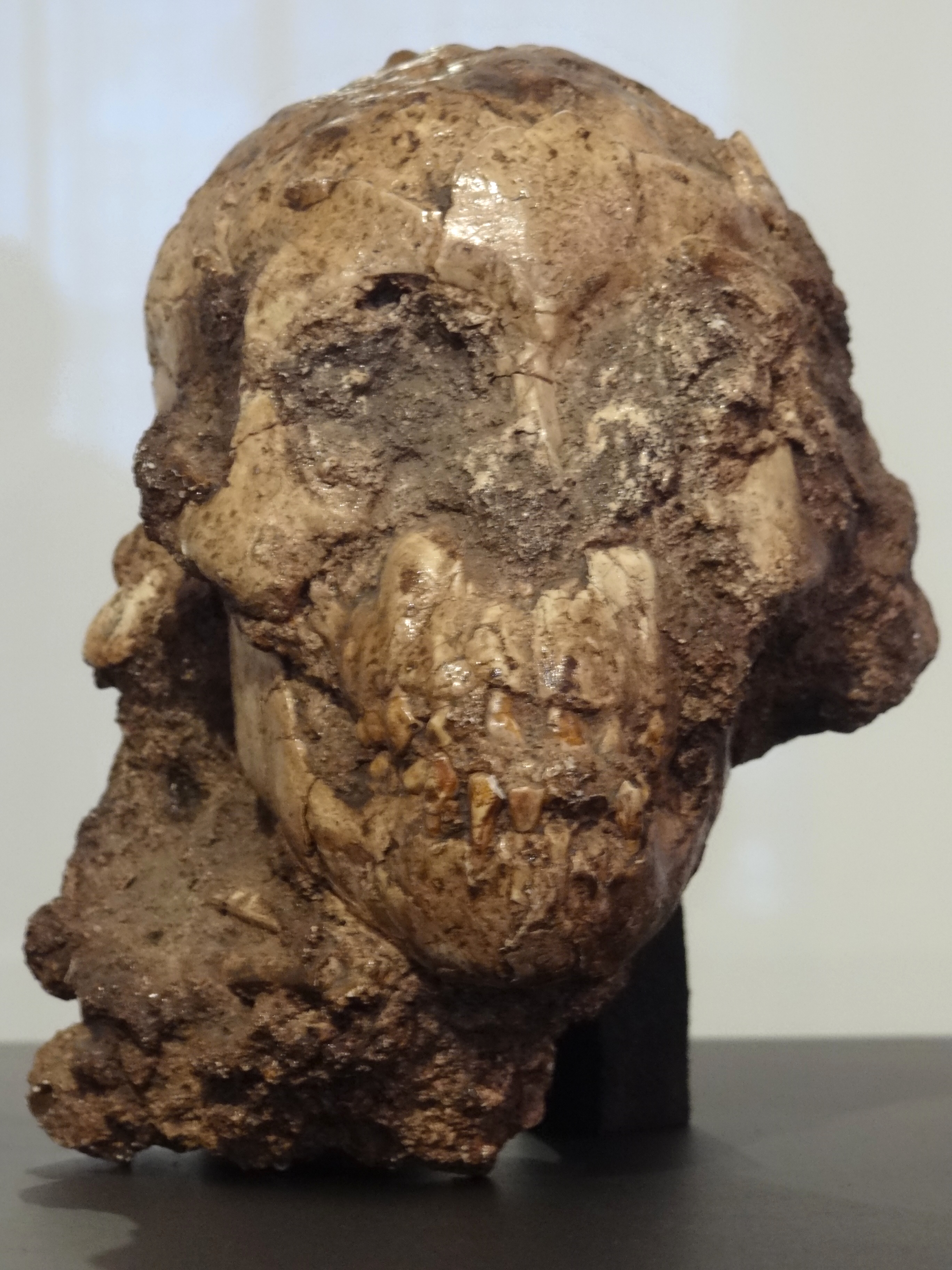
Selam bewaart het melkgebit

A. afarensis wisselde het gebit vermoedelijk vrij vroeg als bij een chimpansee, want dat patroon is bekend van alle australopithecussoorten alsmede de vroege Homo. Net als bij de chimpansees wisselde de eerste kies eerder dan de eerste hoektand. Dat wijkt af van het patroon bij de moderne mens en de robuuste australopitheken waar beide tanden ongeveer gelijk vervangen worden. De snelheid waarmee de tanden werden aangemaakt, kan bepaald worden aan de hand van de horizontale groeilijnen in het email, de striae van Retzius. Bij chimpansees wordt er modaal iedere zes dagen een band afgezet, bij de moderne mens iedere acht dagen; bij de australopithecussoorten ligt dat op zeven dagen. Specimen LH-2 bewijst dat de voorste tanden zich bij A. afarensis sneller ontwikkelden dan bij Homo sapiens. Ook bij de achterste tanden was de groei snel. Doordat ze ook nog eens dikkere emaillagen hebben dan bij de moderne mens, moet de dagelijks uitstoot van glazuur door de ameloblasten hoger gelegen hebben dan bij Homo sapiens, hoewel lager dan bij robuuste australopitheken.
De voortanden van zowel bovenkaak als onderkaak zijn, in het permanente gebit, bij A. afarensis kleiner dan bij A. anamensis. Daarbij is de tweede voortand van de bovenkaak veel korter dan de eerste voortand. Een echt canine honing complex als bij basale mensapen, waarin de hoektanden worden bijgeslepen door contact met de premolaren, ontbreekt bij A. afarensis. Wel slijt de hoektand niet alleen op de punt af maar ook aan de zijkant. De hoektanden van A. afarensis zijn ongeveer even groot maar wel korter dan die van A. anamensis. Hun achterste "schouders" liggen dichter bij het spits dan bij die soort. Daarbij doet zich een opmerkelijk verschil voor tussen de vondsten uit Laetoli en die uit Hadar. De eerste hebben de basale oorspronkelijke vorm met even hoge schouders maar de laatste zijn asymmetrisch waarbij de schouder aan de zijde van de voortand dichter bij het spits ligt. Bij beide groepen is een "hiel" aan de achterzijde zwak ontwikkeld.
Ondanks het ontbreken van een canine honing complex heeft nog ongeveer de helft van de exemplaren een diasteem in het gebit. Dat is een opening tussen of de tweede voortand en de bovenste hoektand of tussen de onderste hoektand en de onderste derde premolaar. Daarbij moet bedacht worden dat de eerste en tweede premolaar bij mensachtigen al verdwenen waren. Bij latere vormen worden die hiaten veel zeldzamer. Er is maar één exemplaar van A. africanus bekend met een diasteem, in onderkaak: dus geen enkel met een hiaat in de bovenste tandrij. Overeenkomstig heeft de bouw van de onderste derde premolaar zich bij A. afarensis aan deze toestand aangepast. Bij basale mensapen wordt het bijtvlak gedomineerd door de trigonide, het bassin bij de punt aan de "mesiale" zijde: die aan de kant van de hoektand. Bij A. afarensis is de tegenovergelegen talonide overheersend. De buitenrand van de kroon begint haaks te staan op de mesiale rand die in hoogte toeneemt en de voorste holte van het vlak gaat omsluiten. De protoconide verschuift mesiaal. Bij sommige exemplaren heeft de onderste derde premolaar al twee gelijkwaardige knobbels, met een geheel afgescheiden metaconide. De variabiliteit in dit alles is echter groot. Sommige onderzoekers hebben dit gezien als bewijs dat het materiaal toch twee soorten vertegenwoordigt; andere dat er sprake is van seksuele dimorfie. Kimbel en White houden het erop dat een snelle evolutionaire verandering waarneembaar is.

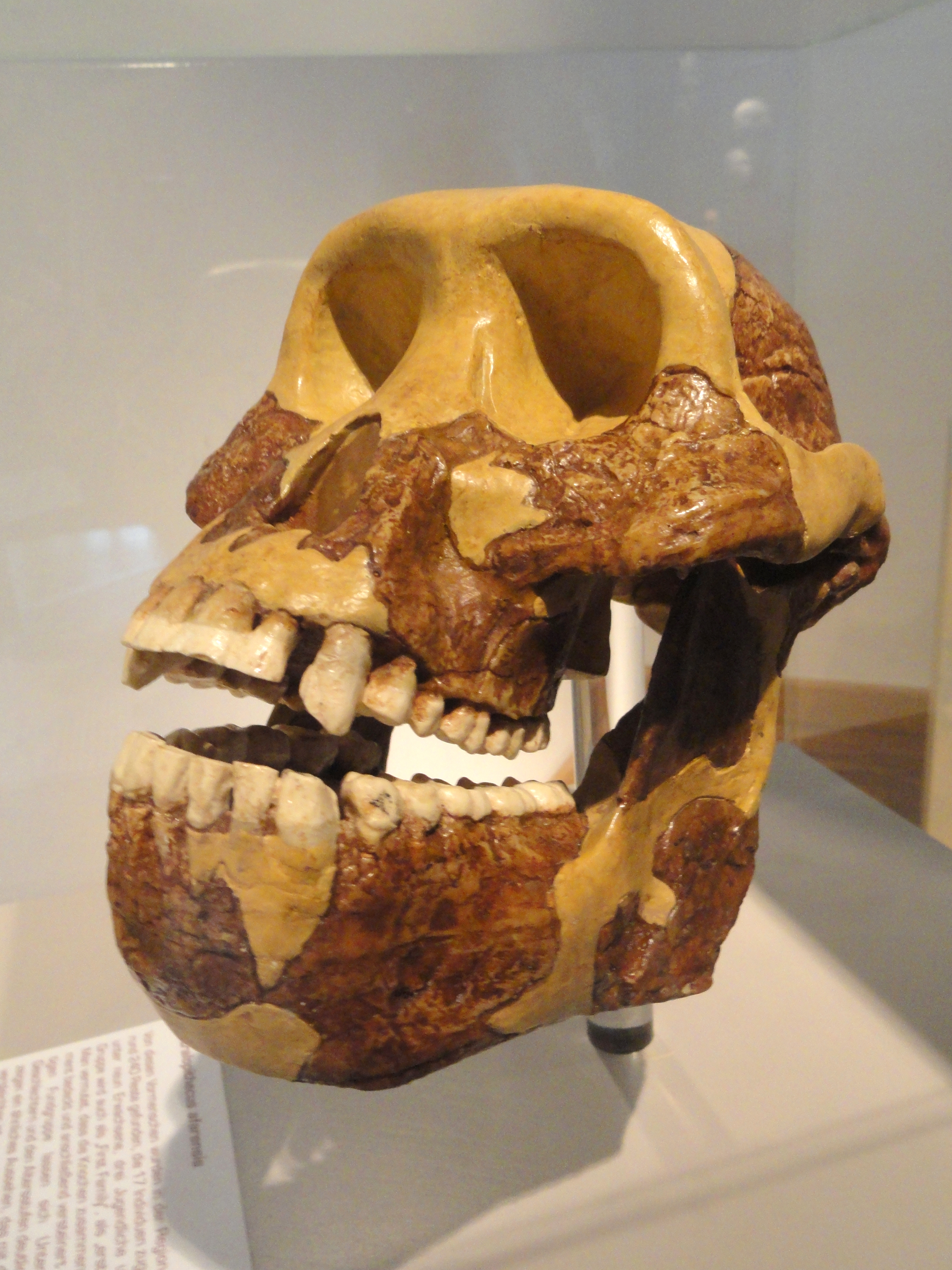
Dit model toont de diastemen en de verticaal verder uitstekende voorste tanden

De onderste derde premolaren zijn niet alleen variabel in hun kronen maar ook in hun wortels. In de oorspronkelijke toestand heeft de derde premolaar twee wortels. Veel moderne mensen — en chimpansees — hebben slechts één wortel, zij het dan met twee wortelkanalen, wat men wel een Tomes' root noemt. Sommige exemplaren van A. afarensis, bijvoorbeeld A.L. 145-35, A.L. 288-1 en A.L. 400-1a, tonen die toestand ook. De meeste specimina hebben twee wortels: een voorste dikkere cilindervormige en een achterste kleinere plaatvormige. Bij de vroege Homo komen ook wel drie wortels voor terwijl bij robuuste australopitheken beide wortels typisch plaatvormig zijn. Ook die varianten zijn bij A. afarensis aanwezig die op dit punt dus een geschikte potentiële voorouder is van alle latere soorten. De bovenste derde premolaar is opvallend groter dan de vierde en heeft een asymmetrische kroon met de voorste/ buitenste punt krachtiger gebouwd dan de achterste/binnenste. De zijde aan de kant van de snijtanden is steil afgesleten. In het algemeen zijn de premolaren niet bijzonder vergroot.
In het gebit van A. afarensis is een duidelijk niveauverschil waarneembaar tussen de voorste tanden en de kiezen, wat White de canine step doopte. Bij basale mensapen steken voortanden en hoektanden veel verder uit; bij A. africanus, vroege Homo en moderne mensen slijten ze af tot het niveau van de kiezen. A. afarensis neemt een tussenliggende positie in. Volgens Kimbel lag de grens bij de onderkaak midden op de derde premolaar.
Het tandemail is bij A. afarensis dikker dan bij basale mensapen. In 2009 meldde Kimbel dat het nog niet systematisch gemeten was. De kiezen zijn groter dan bij Ardipithecus maar kleiner dan die van Australopithecus garhi, A. africanus of de robuuste australopitheken met uitzondering van Kenyanthropus die opvallend kleine kiezen heeft. Een protostylide, een extra knobbel aan de mesiale buitenzijde van de kies, ontbreekt bij A. afarensis of is zwak ontwikkeld. Aangezien die knobbel bij A. anamensis, A. africanus en de robuuste australopitheken wel algemeen is, kan dit volgens Kimbel een uniek kenmerk ofwel autapomorfie van A. afarensis zijn. De onderste tweede molaar heeft nog het vaakst een protostylide. Een extra C6-knobbel is wel vaak aanwezig maar is kleiner dan die van de robuuste australopitheken. Die laatsten hebben vaak een dubbele C6 op de eerste en tweede molaar maar, net als Homo, niet op de derde; bij A. afarensis is dat patroon omgekeerd. De kiezen van A. afarensis zijn ook van die van A. anamensis te onderscheiden door een ander patroon van lichtbreking in het email, de Hunter Schreger Bands.
De wortels van de kiezen hebben een basale structuur: net als bij oudere soorten zijn er twee wortels met een grotere en verticalere wortel aan de mesiale zijde en een kleinere meer naar buiten gerichte wortel aan de distale zijde, dus richting de volgende tand in de rij.
Tussen de populaties van de oudere lagen van Laetoli en het jongere Hadar is een verandering van de grootte van verschillende elementen vaststelbaar die wellicht een evolutionaire trend vertegenwoordigt. De bovenste derde kies neemt in algemene grootte toe. De onderste derde premolaar krijgt een kleiner bijtvlak en wordt overdwars smaller. De onderste hoektand wordt breder ondanks dat de algehele grootte gelijk blijft. De onderste derde premolaar van A. anamensis is nog breder dan de exemplaren uit Laetoli.

#### Postcrania

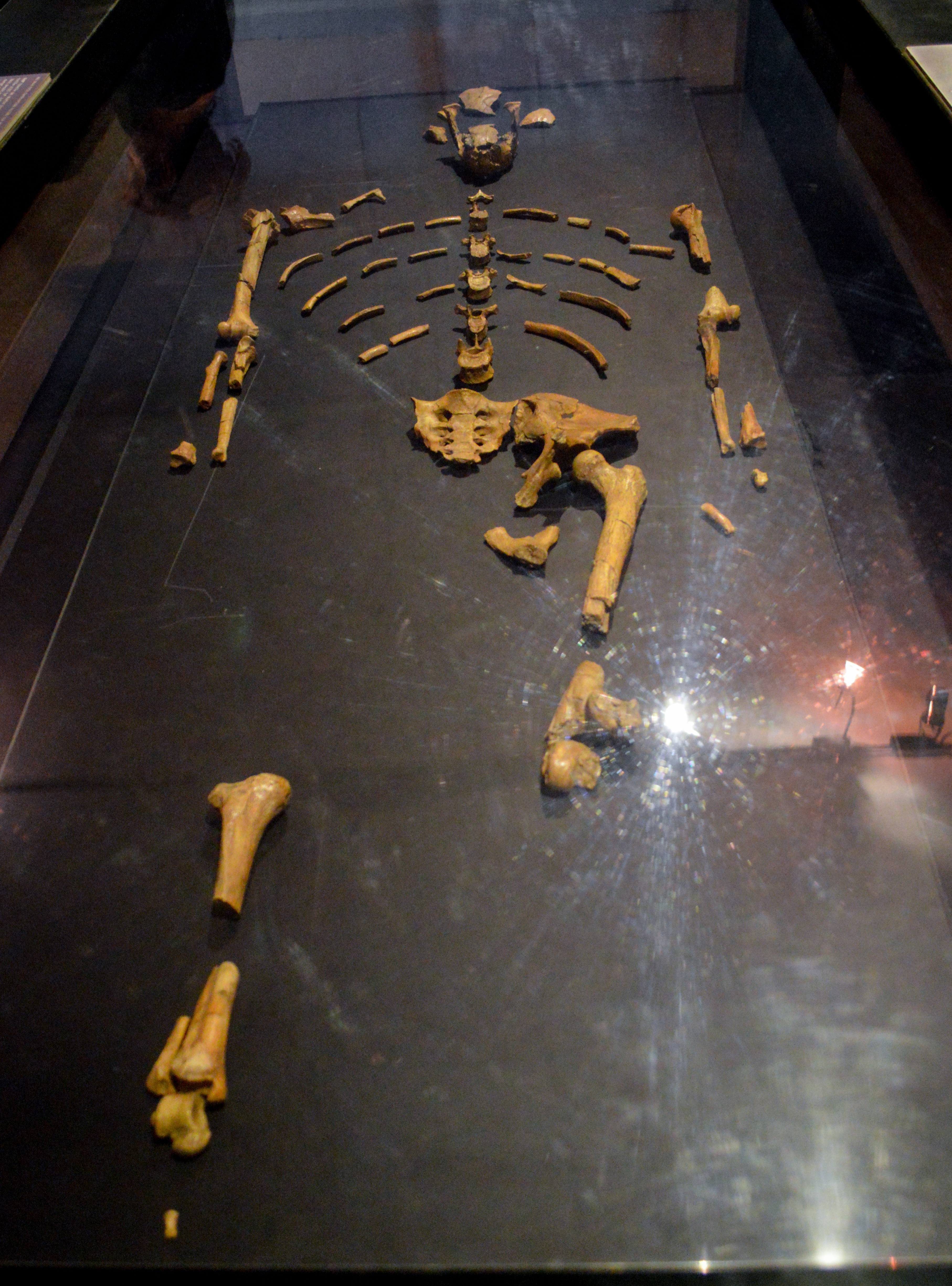
Lucy is vooral uitzonderlijk door het bewaren van grote delen van het postcraniaal skelet

De postcrania, de "delen achter de schedel", van A. afarensis zijn speciaal belangwekkend doordat grote delen ervan gevonden zijn in combinatie met schedelelementen zodat echt zeker is aan welke soort ze toebehoren. Zulke vrij volledige skeletten zijn van geen enkele nog oudere soort bekend en vertegenwoordigden tot de vondst van Australopithecus sediba in 2008 de meest complete bekende exemplaren buiten Homo.
Bij de proporties van de postcrania hebben onderzoekers vooral veel aandacht besteed aan de relatieve armlengte. De armen zijn proportioneel iets langer dan bij Homo sapiens. Ze zijn ook vrij lang ten opzichte van de dijbenen. Dat komt echter niet doordat ze zelf zo lang zijn: de benen zijn tamelijk kort. Voor Lucy geldt dat sterk maar dat kan samenhangen met haar geringe absolute grootte: bij alle mensapen neemt de relatieve beenlengte toe bij de groei. Eerdere suggesties dat haar benen te kort waren om rechtop te lopen, zijn ongefundeerd. De benen zijn relatief korter dan bij moderne mensen maar volgens Zuid-Afrikaanse onderzoekers langer dan bij Australopithecus africanus. Kimbel was daarvan in 2009 niet overtuigd gezien het slechte Zuid-Afrikaanse materiaal. Binnen de arm is de onderarm speciaal lang, met 91% van de lengte van de bovenarm. Die verhouding lijkt op die van een chimpansee. Anders dan bij een chimpansee zijn de middenhanden juist niet speciaal gerekt. Chimpansees hebben echter speciaal lange metacarpalia, langwerpiger dan bij andere mensapen.

##### Wervels
De torso is niet tonvormig maar loopt naar boven taps toe. De precieze vorm is echter controversieel gebleken. Een eerste reconstructie uit 1983 bleek later onvoldoende gecorrigeerd te hebben voor vervormingen van het fossiel. Specimen KSD-VP-1/1 laat zien dat de vorm niet zeer taps is maar meer "klokvormig". De eerste rib is, net als bij alle latere mensachtigen, volledig verbonden met de eerste ruggenwervel, niet ook met de zevende halswervel zoals bij de meeste primaten.
Een zesde halswervel, specimen A.L. 333-106, ziet er basaal uit met klein wervellichaam en een recht lang doornuitsteeksel dat niet naar beneden afhangt. Ook basaal is de vorm van de atlas A.L. 333-83 met vooraan een sterk hol raakvlak met de dubbele bolle achterhoofdsknobbels. Lendewervel A.L. 333-73 is wigvormig, vooraan hoger dan achter, zodat lordose ontstaat, een S-vormige kromming van de onderste rug die past bij een tweevoetige gang. Onduidelijk is hoe ver naar boven deze kromming zich voortzet. De telling van de ruggenwervels is bij Lucy onzeker en werd in 2015 herzien. Het heiligbeen heeft bij Lucy vijf vergroeide elementen. Het is gesteld dat slechts vier daarvan echte sacrale wervels waren en de vijfde een "ingevangen" staartwervel, een aanwijzing dat mensachtigen oorspronkelijk het hoge aantal van zes lendenwervels bezaten dat pas bij de late Homo tot vijf zou zijn gereduceerd. Sommige exemplaren van Homo ergaster en A. africanus hebben namelijk ook zes lendenwervels. Andere onderzoekers weerspreken dit echter en menen dat reeds Lucy zowel vijf lendenwervels als sacrale wervels bezat. In 2017 concludeerde een studie van DIK-1-1, het enige mensachtige skelet ouder dan zestigduizend jaar dat een volledige reeks halswervels en borstwervels bewaart, dat A. afarensis twaalf borstwervels had, net als de moderne mens, in plaats van dertien als bij basale mensapen, vermoedelijk in combinatie met vijf lendenwervels. Echter, de overgang naar de onderrug in de bouw van de gewrichtsfacetten zou zich al bij de elfde wervel voordoen, in plaats van de twaalfde. Deze hoge positie, afwijkend van alle moderne mensapen inclusief Homo sapiens, zou de beweeglijkheid vergroot hebben en ook de lordose. Lordose is ook aangevoerd als reden voor een mogelijk hoog aantal van zes lendenwervels. Chimpansees en gorilla's hebben meestal drie of vier lendenwervels.

##### Voorste ledematen
Het schouderblad van A. afarensis is vaak als erg primitief gezien, met een schoudergewricht dat nog meer omhoog gericht is om te klimmen. Kimbel wees er in 2009 echter op dat bij kleine exemplaren van zowel basale mensapen en moderne mensen de oriëntaties van de schoudergewrichten elkaar overlappen zodat de vorm van de scapula bij A. afarensis eerder de geringe absolute grootte weerspiegelt. Het schouderblad lijkt op dat van de gorilla door de matige opwaartse oriëntatie van de gewrichtsholte, de schuine oriëntatie van het grote uitsteeksel en de brede uitholling onder deze spina. Daarentegen is er een overeenkomst met de moderne mens door de grote hoek tussen de as van het blad en het uitsteeksel. Schouderbladen van chimpansees zijn veel minder gespecialiseerd. Een studie uit 2015 concludeerde dat de vorm van het schoudergewricht het midden hield tussen de bouw bij de moderne mens en het gewricht van basale mensapen, zij het dan van een meer gegeneraliseerd type, zoals dat van orang-oetans, niet zozeer chimpansees of gorilla's. De vorm was mensachtiger dan bij A. africanus. Het sleutelbeen lijkt op dat van Homo sapiens, met de punt van het tuberculum conoideum zwak ontwikkeld en op de onderzijde, anders bij de chimpansee waar deze krachtig gebouwd is en naar achteren steekt.
Het opperarmbeen heeft een ovale kop met een ondiepe groeve als bij de moderne mens, geen ronde met een diepe groeve als bij basale mensapen. Zoals bij alle australopithecussoorten is de wringing rond de lengteschacht geringer dan bij basale mensapen maar ook dan bij de moderne mens. De bouw van het opperarmbeen wijst op een zware musculatuur. Het spaakbeen heeft een groter facet voor het os lunatum dan voor het os scaphoideum. Bij de moderne mens en chimpansees of gorilla's is dat omgekeerd maar orang-oetans tonen dit kenmerk ook. Op het raakvlak van het spaakbeen met de pols steekt steekt de bovenste richel tamelijk ver uit. Bij chimpansees of gorilla's dient dat om de pols te stabiliseren voor knuckle walking. Dit kan een zeldzame aanwijzing zijn dat de mens afstamt van een voorouder die op de tweede kootjes van de vingers steunde maar volgens Kimbel kan het ook duiden op een nog onbekende functie. De ellepijp is bij sommige exemplaren wat gebogen als bij basale mensapen; bij andere zo recht als typisch is voor de moderne mens. Basaal steekt de processus olecrani, de hefboom voor de Musculus triceps brachii, sterk naar achteren uit maar bij A. afarensis is de oriëntatie al modern, dus naar boven gericht. Dat weerspiegelt dat de arm minder gebruikt wordt om zich op te trekken of om op te rusten. Onderaan is de inkeping van de trochlea meer naar voren gericht en niet sterk gekield, ook weer een moderne vorm die overigens Ardipithecus al bezit.
A. afarensis is de oudste soort waarvan goed polsmateriaal bekend is. De pols heeft een vrij basale vorm. Het os capitatum is aan de buitenste zijkant ingesnoerd. Het heeft een hoog geplaatst raakvlak met het os trapezoideum. Het os pisiforme is langwerpig. Bij het os hamatum steekt de hamulus flink uit wat wijst op een krachtige musculus flexor carpi ulnaris. Ook in de eigenlijke hand zijn er basale trekken. De vingerkootjes zijn gekromd met opstaande richels op de palmzijde voor de aanhechting van de pezen van de krommende spieren. Het derde middenhandsbeen mist het uitsteeksel van de processus styloideus. Er zijn in de hand echter ook afgeleide trekken die met de moderne mens gedeeld worden. Het tweede tot en met vijfde middenhandsbeen zijn kort, zowel relatief tot het eerste middenhandsbeen als in verhouding tot de absolute grootte. Bij basale mensapen is juist het eerste middenhandsbeen kort. Vanwege de lange middenhanden bij chimpansees, hebben verschillende onderzoekers verondersteld dat australopithecussoorten een reductie van het tweede tot en met vijfde middenhandsbeen hebben doorgemaakt, maar volgens Kimbel is de lange middenhand voor Pan een autapomorfie en is het eerste middenhandsbeen bij Australopithecus langer geworden. In 2013 werd daarbij gesteld dat de proporties overlappen met die van gorilla's en dat dus een meer menselijk bouw niet zomaar mag worden aangenomen. Daartegen werd in 2014 weer ingebracht dat de verhoudingen gemiddeld duidelijk van die van gorilla's afwijken en dat de bouw zelfs wijst op een precisiegreep nodig voor werktuiggebruik, wellicht een synapomorfie, gedeelde nieuwe eigenschap, van de Hominini. Hierover werd geen consensus bereikt. Bij A. afarensis is het eerste middenhandsbeen slank en lichtgebouwd, anders dan bij latere australopitheken of Homo. De handen zijn iets langer en meer gekromd dan bij moderne mensen. De middenhandsbeenderen missen een dwarsrichel op de bovenzijde waar ze met de vingers verbonden zijn, welke richel bij chimpansees en gorilla's het knuckle walking ondersteunt.

##### Achterste ledematen

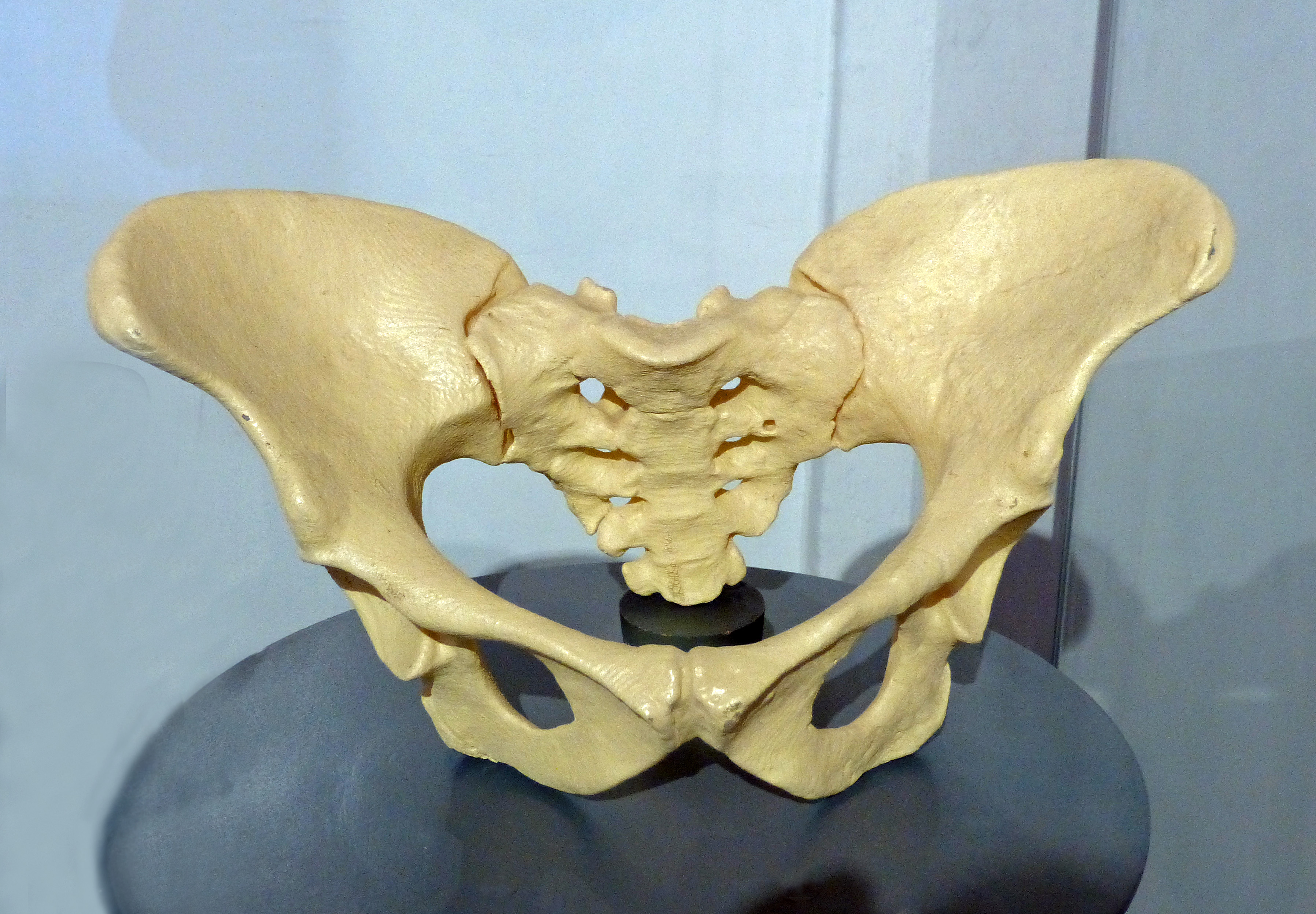
Reconstructie van het bekken van Lucy

Het bekken is bij de moderne mens sterk veranderd ten opzichte van de vorm bij basale mensapen. Het heiligbeen waaraan het is verbonden, is verbreed, alsmede de raakvlakken van dat sacrum met de darmbeenderen. Het blad van het darmbeen is verticaal verkort en van voor naar achteren verlengd. Dit weerspiegelt de overgang naar het met een opgerichte romp lopen op de achterpoten. Het darmbeen heeft niet meer de functie de buikholte van een horizontale romp te ondersteunen maar fungeert als aanhechting voor spieren die een verticale romp stabiliseren, met name de musculus gluteus medius en de musculus gluteus minimus. In al deze kenmerken toont A. afarensis de moderne toestand.
A. afarensis is zelfs "hypermenselijk" door het bezit van nog bredere heupen. Dat zou een nadeel kunnen zijn doordat de abductorspieren zo direct boven de trochanter major van het dijbeen worden geplaatst maar de hefboomwerking werd bij australopithecussoorten behouden door een lange nek van de dijbeenkop. In sommige opzichten is de bouw echter basaal. Dat is gebruikt als een argument tegen een volledige tweevoetigheid. Het voorste deel van het heupgewricht is vrij klein wat zou kunnen duiden op een minder vaak opgericht lopen. Het bekken ondersteunt een grote beweeglijkheid van het dijbeen, wat nuttig is bij het klimmen. Het heiligbeen toont zwakke aanhechtingsvlakken voor de kapsels die het met de darmbeenderen verbindt. De hoek tussen het heiligbeen en de onderste lendenwervel is gering, wat duidt op een rechte onderrug. De hierin verschillende bouw van Homo sapiens is echter ook verklaard als een aanpassing aan het baren van baby's met zeer grote hoofden en zou dan niet wijzen op een nog onderontwikkeld vermogen van A. afarensis om rechtop te lopen.
Het dijbeen van A. afarensis toont een groot aantal kenmerken dat wijst op een tweevoetige gang. De lijn tussen de onderste gewrichtsknobbels maakt een hoek met het onderbeen zodat de voet bij het uitzwaaien dicht op de middenlijn geplaatst kan worden. Die hoek is zelfs hoger dan bij Homo sapiens. Aan de buitenste zijkant van de knieschijf steekt een beenlip ver uit. De onderste gewrichtsknobbels zijn afgeplat met een ellipsvormig profiel. Soms is een groeve aanwezig voor de musculus obturator externus. De nek van de dijbeenkop is verlengd. De trochanter major is verlaagd. Soms heeft de linea intertrochanterica, de verticale lijn aan de voorkant, tussen de trochanter major en de trochanter minor, de vorm van een opstaande richel wat duidt op een sterk kapsel tussen dijbeen en darmbeen. De hoek tussen nek en schacht is laag. Claude Owen Lovejoy stelde dat de nekwand aan de onderzijde extra verdikt is.
Het dijbeen heeft echter ook basale trekken. De gluteus maximus is ermee verbonden via een "derde trochanter". De linea aspera femoris, de verticale richel op de achterzijde van de schacht, is zwak ontwikkeld, net als bij Orrorin. De kop is relatief klein en de schacht relatief kort. Het verschil in grootte tussen de verschillende gevonden dijbeenderen is wel verklaard als een gevolg van seksuele dimorfie en zou zelfs wijzen op een verschillend vermogen tot rechtop lopen tussen de seksen. Latere statistische analyses weerleggen dit echter.
Ook het scheenbeen wijst op een opgerichte houding. Onder het bovenvlak is de schacht extra overdwars verbreed. De schacht staat haaks op het enkelvlak, in plaats van afgeschuind als bij basale mensapen. Dat maakt een strakke beweging over het enkelgewricht mogelijk. Dat wil niet zeggen dat aanpassingen aan het klimmen verloren zijn gegaan. Een diepe groeve tussen de onderste beenstijlen wijst op een krachtige musculatuur om de voet naar buiten en binnen te draaien, nuttig om een stam te omklemmen. Andere basale kenmerken zijn het ontbreken van dubbele aanhechtingspunten voor de buitenste meniscus, wat wijst op een erg overdwars mobiele knie. Daarnaast is het bovenvlak vrij sterk van voor naar achter gebold.
Het kuitbeen van A. afarensis heeft tot tegenstrijdige interpretaties aanleiding gegeven. Het ondervlak is niet recht afgesneden maar afgeschuind als bij basale mensapen. Stern & Susman stelden in 1983 dat dit duidde op een goed vermogen de voet naar beneden te buigen, voor het klimmen. In 1987 erkende Latimer een grotere beweeglijkheid dan bij de moderne mens maar meende dat die juist gevonden werd in een sterk naar boven buigen van de voet. Het kuitbeen heeft een diepe groeve voor de musculus peroneus longus en musculus peroneus medius. Die spieren kunnen gediend hebben om bij het lopen de voet te stabiliseren wanneer het gewicht van de hiel op de grote teen gebracht werd. Stern & Susman achtten het echter waarschijnlijker dat ze extra krachtig waren om de voet naar buiten te draaien tijdens een klimbeweging.
De bouw van enkel en voet bevestigt het rechtoplopen. Het bovenste rolgewricht van het sprongbeen is vlakker dan bij basale mensapen. Dit gewricht is ook symmetrisch gebouwd door even hoge buitenste en binnenste zijrichels terwijl bij basale mensapen het profiel kegelvormig is door een hogere buitenste richel. De rotatieas van de enkel staat haaks op het scheenbeen. Het hielbeen heeft een verbreed achterste deel en een prominent uitsteeksel aan de buitenste zoolzijde. Het heeft aan die zijde ook een groot tuberculum peroneale wat duidt op een krachtige spierverbinding met het kuitbeen. Het is gesteld dat de vorm van het onderste enkelgewricht meer spierkracht ter zijdelingse stabilisatie zou vergen dan bij latere mensachtigen.
De kromming van het vierde middenvoetsbeen, resulterend in een welving van de middenvoet, is aangepast aan een levenswijze op de grond. De gewrichten tussen de middenvoet en de tenen duiden op een goede opwaartse beweeglijkheid, wat belangrijk is voor de afzet tijdens het lopen. De uiteinden van de middenvoetsbeenderen zijn naar boven verbreed en gaan via een trog over in de schachten. Daarentegen zijn deze gewrichten bij basale mensapen meer geoptimaliseerd voor een neergaande buiging. De gewrichten van de eerste teenkootjes van A. afarensis zijn overeenkomend aangepast, een kenmerk dat al bij Ardipithecus voorkomt. Die eerste kootjes zijn meer in de lengterichting gekromd dan bij moderne mensen maar net als bij Homo sapiens is de kromming het sterkst in de eerste teen. Overigens lijkt juist Lucy platvoeten te hebben gehad, een teken dat al A. afarensis daarin een grote individuele variabiliteit toonde, net als de moderne mens.
De grote teen is niet opponeerbaar en bevindt zich in een constante staat van adductie, evenwijdig aan de andere tenen. Er is dus geen grijpvoet. Hij ook robuust zoals bij de moderne mens. De kootjes van de andere tenen zijn veel kleiner. In 2018 werd echter gemeld dat het os cuneiforme mediale, het binnenste voetwortelbeentje, bij DIK-1-1 facetten heeft die de mobiliteit van de grote teen zouden verbeteren. Dat werd gezien als een aanwijzing dat kleine individuen meer klommen om zich in veiligheid te brengen.

### Weke delen

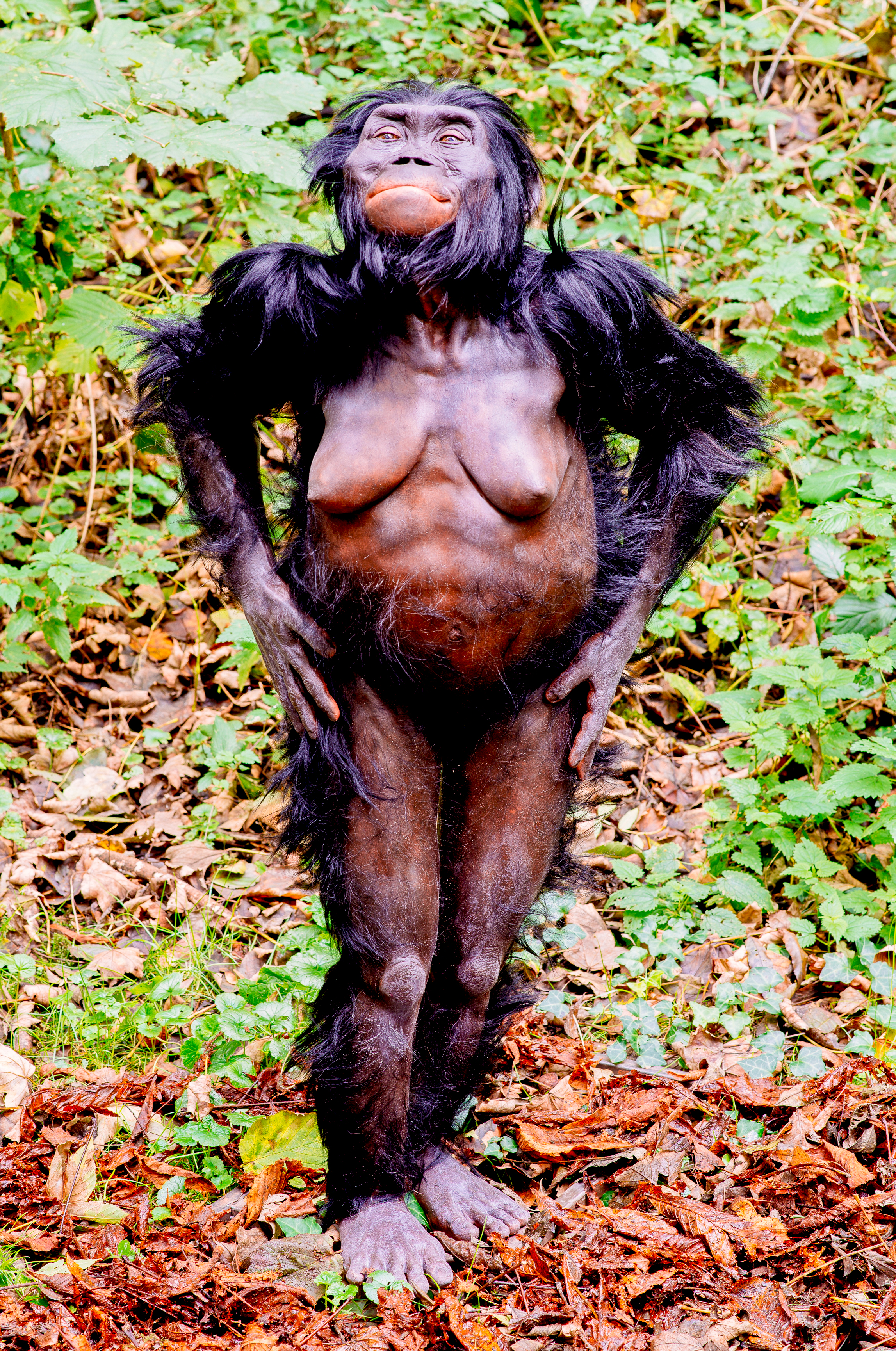
Lucy gereconstrueerd als zwaar behaard en gepigmenteerd

Johanson stelde in 1981 dat A. afarensis vermoedelijk behaard was met een vrij dikke vacht. Over de kleur van de vacht kon hij slechts speculeren: die zou zwart geweest kunnen zijn, bruin of rossig. Hij achtte het waarschijnlijk dat de naakte delen van de huid zwart gepigmenteerd waren zoals bij alle mensachtigen die in de tropen wonen.
Volgens sommige antropologen is het echter waarschijnlijk dat een meer op de savanne levende mensachtige al veel van zijn vacht verloren had.
De onderaan brede torso heeft geleid tot de hypothese dat de buik vrij gezwollen was zoals bij moderne basale plantenetende mensapen, niet strakker zoals bij Homo ergaster.

## Fylogenie
In 1979 publiceerden Johanson en White een artikel over de fylogenie van A. afarensis, zijn plaats in de evolutionaire stamboom. Ze stelden voor dat A. afarensis de laatste gemeenschappelijke voorouder was van twee takken waarvan de ene het geslacht Homo vertegenwoordigde, lopend van Homo habilis over Homo erectus naar Homo sapiens, en de andere tak de latere australopitheken, van A. africanus lopend naar Australopithecus robustus. Dit werkte A. africanus uit de stamboom van de moderne mens en viel niet goed bij Zuid-Afrikaanse onderzoekers. Phillip Tobias gaf als alternatieve interpretatie dat het slechts ging om twee oudere ondersoorten binnen een Oost-Afrikaanse tak van A. africanus. Deze wilde hij oorspronkelijk benoemen als een A. africanus aethiopicus en een A. africanus tanzaniensis. Een verdere optie was voor hem om A. afarensis te behouden maar samen met Mayr een petitie bij de International Commission on Zoological Nomenclature in te dienen om Lucy aan te wijzen als vervangend neotype, iets waar hij uiteindelijk van af zag. Eveneens lukte het hem op instigatie van Mary Leakey een identiteit vast te stellen met Australopithecus prometheus. Todd Olson dacht dat het bij de grote exemplaren om een vroege robuuste australopitheek ging die hij Paranthropus africanus doopte. Lucy zou echter iets anders zijn, een graciele vorm die hij met A. africanus verenigde in een Homo africanus. In 1983 meende Walter William Ferguson dat een deel van het materiaal een dryopithecine aap vertegenwoordigde. AL 288 zou echter een soort van Homo zijn: H. antiquus. In 1989 onderscheidde hij daar weer een ondersoort Homo antiquus praegens in, gebaseerd op specimen KNM‐TH 13150, later toegewezen aan Australopithecus anamensis. Nog in 2006 verdedigde hij deze positie. De term Australopithecus afarensis zou het echter al snel winnen van deze alternatieve namen; Kimbel verwierp de hypothese van Olson. De fylogenie van Johanson en White stuitte ook op weerstand bij de onderzoeksschool die de directe voorouderlijke lijn van Homo erectus als één enkele soort of chronospecies zag, een single species.
A. africanus toont aanpassingen aan het kauwapparaat die bij A. afarensis ontbreken maar gedeeld worden met de robuuste australopitheken. Dat was voor Johanson en White het hoofdargument om een vroege splitsing in twee takken te veronderstellen. Het probleem is echter dat ook Homo kenmerken deelt met A. africanus die bij A. afarensis ontbreken zoals verkleinde voortanden, een vergrote achterste knobbel van de derde premolaar, een vlakkere bovenkaak, verticale voorste onderkaken en een hoger verhemelte. Het is lastig deze tegengestelde signalen te wegen.
In 2004 bevestigde Kimbel de positie als laatste gemeenschappelijke voorouder van latere mensachtigen. De relatie met de veelheid van ondertussen bekend geworden meer basale vormen blijft echter uiterst problematisch. In 2006 stelde Kimbel dat A. anamensis de directe voorouder van A. afarensis zou kunnen zijn in een proces van anagenese. In 2007 stelde Yoel Rak dat A. afarensis, vanwege een insnoering van de onderkaak, op de tak lag naar de robuuste australopitheken. Dergelijke conclusies op basis van één kenmerk weerspiegelen echter een in toenemende mate verouderde methodiek. Langzamerhand wordt ook in de paleoantropologie de moderne methode van de kladistiek toegepast. De uitkomsten daarvan kunnen echter weer tegenstrijdig zijn. De allereerste kladistische analyse van de hominiden gaf in 1986 A. africanus als voorouder van Homo. Een iets latere analyse vond een gedeelte van het materiaal van A. afarensis op de tak naar de robuuste australopitheken. Van die laatste is het dan weer de vraag of ze werkelijk een natuurlijke groep vormen of slechts een verzamelbak zijn van allerlei takken die apart een specialisatie ontwikkelden voor het kauwen van taai voedsel. Van een van de oudere daaronder zou dan A. afarensis de directe voorloper kunnen zijn.

## Levenswijze

### Habitat
Lucy werd gevonden nabij Hadar. Dit gebied was toentertijd begroeid met savannen en open bossen afgewisseld met meren en riviertjes. De begroeiing van de oeverbossen was weelderig. Uitgestrekte droge graslanden waren niet typisch maar, afhankelijk van fluctuaties in het klimaat, namen natte graslanden in omvang toe of af. De onderste lagen tonen een tamelijk natte periode met dichte bossen. De bovenste lagen bewaren een fauna die op iets drogere omstandigheden wijst met veel antilopen en zelfs een kameel. Volgens Kimbel was er echter geen duidelijke trend naar verdroging.
Laetoli kenmerkte zich door wat drogere omstandigheden met een meer open landschap. Ook hier waren echter vrij dichte bossen aanwezig, zij het vermoedelijk vaak wat beschadigd door vulkaanuitbarstingen. Behalve A. afarensis leefden er toentertijd nog andere hominiden in deze omgeving, waaronder Kenyanthropus platyops. Het relatief geringe aantal fossielen van A. afarensis kan betekenen dat de soort een minder belangrijk deel van de fauna uitmaakte.
Volgens Taieb werd de habitat gedomineerd door een grote rivier die van het Ethiopisch plateau naar het oosten stroomde, in een groot meer. De rivier meanderde sterk en had vele splitsingen. Het meer overstroomde soms en zette dan kleilagen af. De meeste fossielen zouden gevonden zijn in lagen afgezet door overstromingen van de rivier. Later onderzoek maakte duidelijk dat het meer vaak aanzienlijk in grootte toenam en lange tijd flinke delen van het gebied besloeg, afhankelijk van de plaattectoniek en klimaatveranderingen.

### Dieet
Dat A. afarensis een van de weinige soorten zoogdieren is die over de volle diepte voorkomt van de Hadarformatie, die zo'n vierhonderdduizend jaar vertegenwoordigt, kan er op duiden dat de soort eurytopisch was, dus een generalist die allerlei soorten voedsel at. Dat wordt bevestigd door het zich ook thuis voelen in de drogere habitat van Laetoli. Fruit en noten maakten vermoedelijk een belangrijk deel uit van het dieet. Indien stenen werktuigen ontbraken, zal dat de beschikbaarheid van harde wortels en knollen beperkt hebben. De laatste jaren zijn er echter steeds meer aanwijzingen dat toch zulke werktuigen gebruikt werden. Er zijn namelijk 3,3 miljoen jaar oude stenen werktuigen in het gebied gevonden van een voorgestelde Lomekwian-cultuur. In 2017 stelde een studie echter dat de hand van A. afarensis, gezien de bouw van de pink en het vijfde middenhandsbeen, onvoldoende kracht kon zetten om steen te bewerken. Beenderen met snijsporen die uit dezelfde periode en plaats komen, wijzen er mogelijk op dat de soort vlees op het menu had staan.
Het dieet kan vrij direct worden vastgesteld door het patroon van krasjes op het tandemail van zowel de voorste tanden als de kiezen, de microwear. Daaruit blijkt dat geen harde voedseldelen werden gegeten. De krasjes wijken niet af van die bij moderne gorilla's, zoals Gorilla gorilla beringei, die zich voeden met zacht fruit. Daarbij doet zich hierin geen verandering voor tussen de populaties van Laetoli en Hadar. Dat suggereert dat er nog geen overgang had plaatsgevonden naar het eten van hardere savannegrassen. Kimbel wees er in 2009 op dat deze resultaten niet goed passen bij het gegeven dat de kauwcapaciteit van A. afarensis verbeterd was door krachtiger jukbeenderen, hogere onderkaken en dikker tandemail. Een mogelijke verklaring zag hij in het eten van harder materiaal tijdens voedselschaarste, hoewel men dan zou verwachten dat althans sommige exemplaren krassen tonen. Kimbel vroeg zich af of de krasjes wel echt door voedseldeeltjes veroorzaakt werden en niet door gruis. In 1991 concludeerde een studie dat het gebit van A. afarensis minder hard afsleet dan dat van A. africanus. Dat kan betekenen dat die laatste taaiere kost at. Het kan echter ook verklaard worden door een latere spening en wisseling van tanden bij A. afarensis zodat er simpelweg minder tijd overbleef om het gebit te slijten.
In 2010 bevestigde een studie naar de krasjes dat hard, taai noch bros voedsel gegeten werd. Een andere studie dat jaar stelde echter dat de verandering ten opzichte van A. anamensis in vorm van de tanden, zoals het verliezen van het canine honing complex, de verminderde slijtage van de voorste tanden en de premolaren die meer op kiezen lijken, een verandering in dieet suggereert en een belangrijker kauwfunctie.

### Voortbeweging
De vondst van Lucy, zeer oud en redelijk compleet, deed een oude discussie opleven over wat de belangrijkste factoren zijn geweest bij de overgang tussen "mensaap" en "mens" en wat hun volgorde was. Gedurende de eerdere twintigste eeuw had men meestal geconcludeerd dat het rechtop lopen, het van de boom afdalen naar de grond, de toeneming van de hersengrootte en het gaan produceren van werktuigen de vier kernmomenten waren geweest in de "menswording". De verschillende onderzoekers voerden echter verhitte debatten over de volgorde van deze fasen. In 1978 leek Lucy uitsluitsel te kunnen geven over dit vraagstuk. Het was duidelijk dat de hersenen pas later in de evolutie groter werden. A. afarensis leek ook geen werktuigen gebruikt te hebben. Als hoofdvraag bleef over of deze rechtoplopende soort al uit de bomen was afgedaald. In 1987 stelde Roger Lewin in zijn Bones of Contention dat men zo weer verviel in een eerder onwetenschappelijk denken. Dergelijke theorieën zouden in wezen niet anders zijn dan "heldenmythen" die verhaalden hoe onze heroïsche voorouders door het overwinnen van tegenslagen na vele beproevingen beloond werden met de status van "echt mens". Vergeten werd dat evolutie doel heeft noch richting, dat soorten vaak miljoenen jaren statisch blijven in bouw, dat mensen ook mensapen zijn, dat het opleggen van de toevallige huidige toestand van Homo sapiens als norm volstrekt willekeurig is en hoe onwaarschijnlijk het is dat een toevallige vondst als Lucy een cruciale overgangsfase zou vertegenwoordigen. In 2023 werd een poging gedaan dergelijke problemen te kwantificeren door een virtueel driedimensionaal model van skelet en spieren.

#### Klom de tweevoetigeA. afarensisnog vaak?

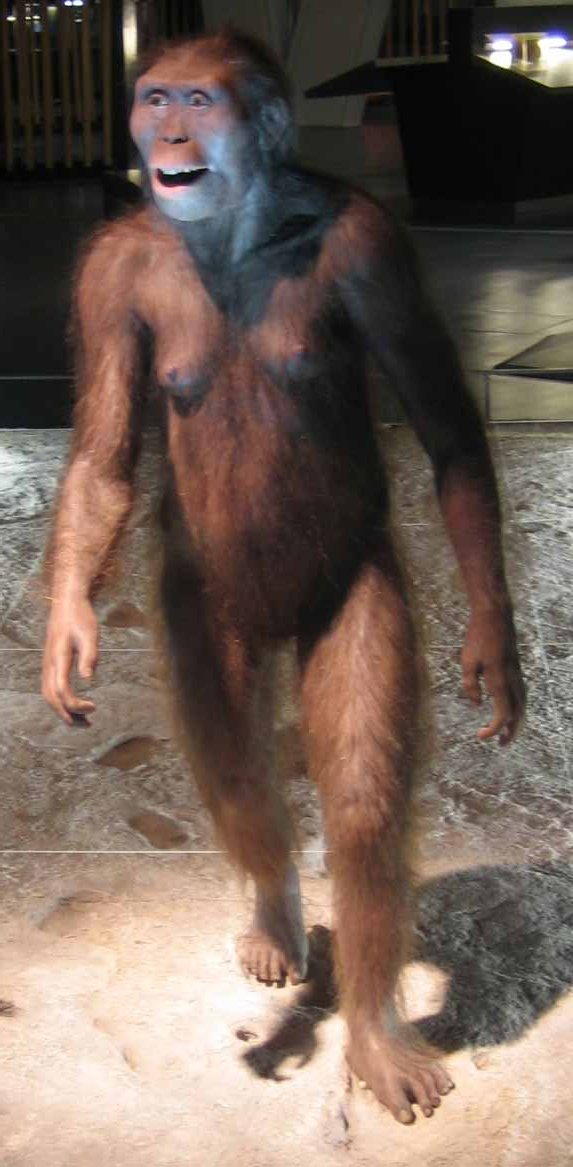
De meeste wetenschappers denken dat A. afarensis volledig rechtop liep

Johanson liet, terwijl Kimbel de schedelresten behandelde, C. Owen Lovejoy het postcraniaal skelet beschrijven, de delen "achter de schedel". Indertijd was de heersende leer dat mensachtigen rechtop waren gaan lopen om de handen vrij te maken voor werktuiggebruik. Lovejoy kende echter geen werktuigen die samen met de fossielen waren gevonden. Hij concludeerde dat het rechtop lopen een aanpassing was aan een meer efficiënte verwerving van voedsel over langere afstand. Rechtop lopen verminderde de maximumsnelheid door de extra energie nodig om de torso overeind te houden maar met lange achterpoten was het mogelijk stappend met weinig energieverbruik de actieradius te vergroten. Later onderzoek toonde ook aan dat bij langzame bewegingen de efficiëntie hoger ligt dan het op vier poten lopen als een basale aap. Het bekken was voor het rechtop lopen zeer goed ingericht, beter zelfs dan bij de moderne mens door een langere dijbeennek en verder uitstekende vleugels van de darmbeenderen. Het bekken was zo breed dat het van voor naar achter relatief smal was, wat problemen zou kunnen opleveren bij het baren. Volgens Lovejoy was dat echter geen groot bezwaar omdat A. afarensis nog niet zulke grote hersenen bezat en wellicht, anders dan bij basale mensapen en moderne mensen het kind overdwars eruit geperst zou kunnen hebben zodat het schedeltje met de grootste lengte in de richting van de grootste breedte van het geboortekanaal lag.
De basale positie van A. afarensis inspireerde echter andere onderzoekers tot het opstellen van hypothesen waarin de soort in gedrag dichter bij de chimpansee stond. Dat leek gerechtvaardigd te worden door genetisch onderzoek naar de moleculaire klok dat scheen aan te tonen dat de mens en de chimpansee zich pas 4,7 miljoen jaar geleden van elkaar hadden afgesplitst, dus geologisch gezien vlak voor het interval waarin A. afarensis leefde. Brigitte Senut en Christine Tardieau suggereerden in 1983 dat de gewrichten van A. afarensis, of althans van een basale morfe in het materiaal, soepeler waren dan bij de moderne mens, om beter te klimmen. William Jungers en Stony Brook trokken dezelfde conclusie uit de relatief kortere benen. Russ Tuttle stelde dat de lengte en kromming van handen en voeten wezen op een goed vermogen stammen te omklemmen. Volgens Henry McHenry was er daartoe ook een grote soepelheid van het polsgewricht. De knie kon wellicht niet volledig gestrekt worden en de dijbeenkop was klein, wat een rechtopgaande gang bemoeilijkt. Randy Susman en Jack Stern combineerden dat alles tot een model waarin A. afarensis, hoewel een tweevoeter op de grond, nog een groot deel van de tijd in de bomen doorbracht. Ze beschreven Lucy daarbij als een "volmaakte overgangsvorm" wat Lewin in 1987 aanhaalde als voorbeeld voor de neiging een dramatische interpretatie te geven aan toevallige vondsten. Het debat over dit vraagstuk zou zich decennia voortzetten. Ironisch genoeg is nu het sterkste argument voor een "semiarboreale" levenswijze van A. afarensis de stabiliteit van een combinatie van vrij sterke armen met tweevoetige doch nog voor het klimmen geschikte achterste ledematen. Dat patroon is namelijk waarneembaar van Ardipithecus af tot helemaal aan Homo habilis toe. Stern meende in 2000 dat A. afarensis niet alleen vaak in de bomen klom maar ook nog onbeholpen liep met een funny walk. In 1998 stelde een studie dat A. afarensis weliswaar in staat was met een gebogen knie en heup te lopen maar dat dit bij een stappende gang zeer ineffectief zou zijn geweest door een grote energieverspilling gepaard aan oververhitting van de gewrichten. Er zou een forse selectiedruk zijn geweest de benen volledig te strekken. In 2011 bevestigde een studie naar AL 129-1a dat de knie aangepast was aan een volledige strekking, om de kracht uitgeoefend door de musculus quadriceps femoris optimaal uit te buiten. Een studie uit 2005 concludeerde dat Lucy het efficiëntst kon lopen bij een snelheid van vier kilometer per uur en met normale passen, niet een schuifelende gang. Datzelfde jaar werd dit bevestigd door een computermodellering van het skelet en de volledige musculatuur van Lucy. Snelheid en energieverbruik zouden gelijk zijn geweest aan die van een moderne mens van dezelfde grootte. Een studie uit 2004 wees uit dat de spierkracht van Lucy voldeed voor het lopen over kortere afstanden maar dat ze vergeleken met Homo ergaster over langere afstanden eerder uitgeput zou raken. In 2024 concludeerde een studie dat A. afarensis met een maximumsnelheid van achttien kilometer per uur langzamer was dan de moderne mens en rennend net zo snel uitgeput zou raken als de zoogdieren in zijn leefgebied en dus niet was aangepast aan een achtervolgingsjacht.

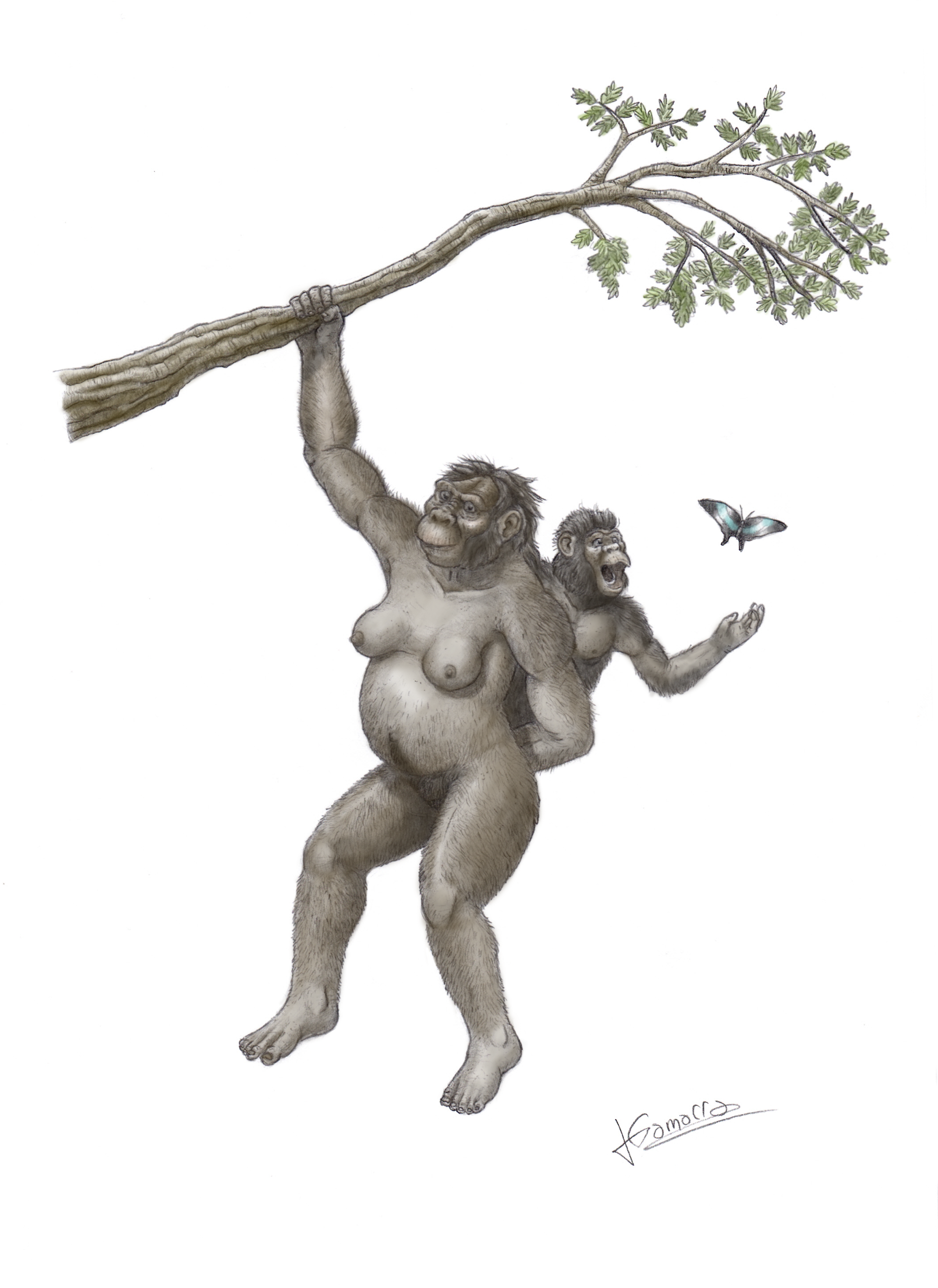
Volgens sommige onderzoekers werd er echter nog veel tijd in de bomen doorgebracht

In 2011 wierp Ian Tattersall, oudere argumenten van Bruce Latimer aanhalend, tegen dat het voor een tamelijk basale soort als A. afarensis te verwachten viel dat nog allerlei aanpassingen aan het leven in de bomen aanwezig waren, ook als zich een fundamentele overgang naar het leven op de grond had voorgedaan. Die aanpassingen waren dus geen sterke aanwijzing dat een groot deel van de tijd in een boom werd doorgebracht, temeer daar zelfs chimpansees en gorilla's vaker lopen dan klimmen. Wel achtte hij het waarschijnlijk dat een vrij klein dier als A. afarensis voor sommige roofdieren een boom in vluchtte. Onderzoekers die een meer arboreale levenswijze voorstaan, zijn vaak vaag over welke vorm van klimmen dan door A. afarensis zou zijn toegepast: het omklemmen van stammen, het slingeren aan de armen of het lopen op horizontale takken als bij basale apen. Ardipithecus lijkt aan te tonen dat de lange vingerkootjes niet gebruikt werden om te slingeren.
In 2012 stelde Green dat het schouderblad van Selma goed aangepast was om te klimmen en dat, in tegenstelling tot wat Kimbel dacht, de meer beperkte resten van de scapulae van volwassen exemplaren dezelfde aanpassingen toonden. In 2016 concludeerde een studie dat de relatief dikke botwanden van het opperarmbeen van Lucy, kennelijk verdikt tijdens haar groei als reactie op belasting, wezen op een blijvende functionaliteit van het klimvermogen. De vorm van de dijbeenderen, zoals de doorsnede van de bovenste schacht, duidde op een iets meer zijdelingse beweging tijdens het lopen vergeleken met Homo, wat minder efficiënt is. Australopitheken zouden daarom relatief zwaarder gespierd zijn en de energiebesparing bij Homo zou gebruikt zijn om te investeren in grotere hersenen. In 2017 concludeerde een studie dat de elleboog het best gebogen kon worden bij een supinatie van de onderarm, net als bij chimpansees en nuttig voor het klimmen. In 2022 stelde een studie dat ook de onderzijde van het kuitbeen nog aanpassingen toonde voor het klimmen. In 2023 concludeerde een studie door middel van een virtueel model van de musculatuur van bekken en benen dat A. afarensis op dezelfde wijze liep als de moderne mens.

#### Rechtop lopen en voortplanting
In 1981 weidde Owen Lovejoy in een artikel verder uit over de mogelijke oorzaken van de overgang naar een tweevoetige gang. Basale mensapen hebben al een zeker vermogen om op alleen de achterpoten te lopen. Ze kunnen ook de romp goed verticaal houden, een oude aanpassing om aan takken te hangen. De armen en schoudergordel hebben een grote bewegingsvrijheid. In 1981 werd nog gedacht dat de mens afstamt van een voorouder die aan knuckle walking deed, het steunen op de tweede kootjes van de vingers zoals bij chimpansees en gorilla's. Van de speciale aanpassingen aan de gewrichten van die kootjes die dit vereist, toont het geslacht Australopithecus echter geen enkel spoor. Het kon volgens Lovejoy dus zijn dat de menselijke afstammingslijn dit kenmerk nooit bezeten heeft, net als de meeste mensapen. Problematisch is dan dat chimpansees en gorilla's deze eigenschap apart ontwikkeld moeten hebben als althans de gangbare fylogenie correct is die de chimpansees dichter bij de mens plaatst.
Volgens Lovejoy hing de tweevoetigheid samen met de vorming van een gezinsstructuur in de context van een K-strategie voor de voortplanting: het investeren in een klein maar succesvol nageslacht. De vrouwen zouden de mannen gerekruteerd hebben om op grotere afstand voedsel te zoeken. Daartoe was het lopen op de achterpoten efficiënter dan het op vier voeten wandelen op de wijze van een basale aap en dit maakte ook de armen vrij om dat voedsel te dragen. Maar de mannen zouden daartoe slechts bereid zijn geweest als ze wisten dat een vrouw alleen hun nageslacht baarde, niet dat van een andere man. Dat leidde tot paarvorming en huwelijkstrouw, het begin van monogamie. Dit wijkt af van het systeem bij gorilla's waarbij een dominante man in een harem leeft met de vrouwen doch ook van de levenswijze bij chimpansees die weliswaar met meerdere mannen leven maar die of aan groepsseks doen zoals de bonobo of een dominant alfamannetje kennen dat de andere mannen zoveel mogelijk van seks uitsluit. Om de paarband te versterken door permanente seksuele signalen zouden mannen baarden hebben ontwikkeld en vrouwen borsten die steeds zichtbaar waren, niet alleen gezwollen bij het voeden van een baby.

#### Rechtop lopen en regeling van de lichaamstemperatuur
Peter Wheeler stelde een alternatieve hypothese op. Aansluitend bij eerder onderzoek dat scheen aan te tonen dat zo'n vier miljoen jaar geleden in het oosten van Afrika de bossen geleidelijk vervangen werden door savannes, stelde hij dat watergebrek en oververhitting verminderd werd door rechtop te lopen zodat een zo klein mogelijk deel van het lichaam naar de zon gericht werd en de romp meer verkoelende wind ving. Verder ging de vacht verloren op de schedel na, waar een haardos tegen de zon kon isoleren. Mensen hebben op de schedel en in het gezicht adertjes die een teveel aan hitte kunnen uitstralen. Dit systeem ontbreekt bij moderne basale mensapen. Volgens Dean Falk wijst de botstructuur van de fossielen uit Hadar erop dat ze die "radiator" nog niet bezaten maar zouden de vondsten uit Laetoli die wel tonen. Dat gebruikte ze als argument om beide groepen als verschillende taxa te zien. Dit is echter omstreden, ook omdat het maar de vraag is of de kwaliteit van de fossiele resten hoog genoeg is om zulke verreikende conclusies te trekken.

### Sociaal gedrag
Waarschijnlijk was A. afarensis een groepsdier zoals de meeste primaten. De studie naar het sociaal gedrag van A. afarensis heeft zich sterk toegespitst op het vraagstuk van de seksuele dimorfie: de verschillen tussen de geslachten. Bij moderne mensapen hangt de grootte van de hoektanden samen met de intensiteit van conflicten tussen de mannen over de vrouwen. Monogame soorten hebben vrij kleine hoektanden. Bij deze is het verschil in lichaamsgrootte tussen mannen en vrouwen ook gering. Homo sapiens is hier een goed voorbeeld van.
Meestal is aangenomen dat het verschil in lichaamsgrootte bij A. afarensis aanzienlijk is, alleen overtroffen door orang-oetans en gorillas. Daartegen is ingebracht dat het AL 333-materiaal uit Hadar niet duidelijk in twee grootteklassen te verdelen is en weinig verschil in omvang toont, niet meer dan bij moderne mensen. Dat is echter weer verklaard door het toepassen van ongeschikte statistische methoden en de mogelijkheid dat de kleinere fossielen van vrouwen minder vaak bewaard bleven of gevonden werden.
Als er werkelijk een groot verschil in lichaamsomvang was tussen de seksen, contrasteert dat met het geringe verschil in grootte van de hoektanden. Dat zou afwijken van het patroon bij andere mensapen waar beide sterk samenhangen. Eerst werd gedacht dat de mate van variatie in hoektanden niet groter was dan bij de bonobo en later onderzoek wees uit dat zelfs dat niet gehaald werd. Bij mensapen hangt de lengte van de hoektanden, die als wapen gebruikt worden, samen met de mate van agressie. Bij A. afarensis is de lengte lastig te meten doordat de hoektanden op het spits afslijten maar dat gegeven en de algehele beperkte dimensies lijken een aanwijzing te zijn voor een gering agressieniveau. Dat roept de vraag op waarom de mannen veel groter waren dan de vrouwen en wekt aanvullende twijfel over het werkelijk bestaan van het onderscheid. Mogelijke verklaringen zijn het vervangen van hoektanden als wapens door stenen en knuppels of een sterke seksuele selectie.
Bij pogingen de mate van seksuele dimorfie te bepalen bestaat het risico dat exemplaren die in ruimte en tijd van elkaar gescheiden waren door honderden kilometers en honderdduizenden jaren op één hoop worden gegooid. Vermeende zeer grote mannen kunnen dan normale individuen zijn van bijvoorbeeld een latere populatie die als geheel in lichaamsomvang was toegenomen. Vandaar het belang dat gehecht is aan de First Family die gelijktijdig geleefd moet hebben alsmede aan voetsporen uit Leatoli die tegelijkertijd gemaakt kunnen zijn. Problematisch is dan weer of die sporen werkelijk aan A. afarensis kunnen worden toegeschreven.

### Groei

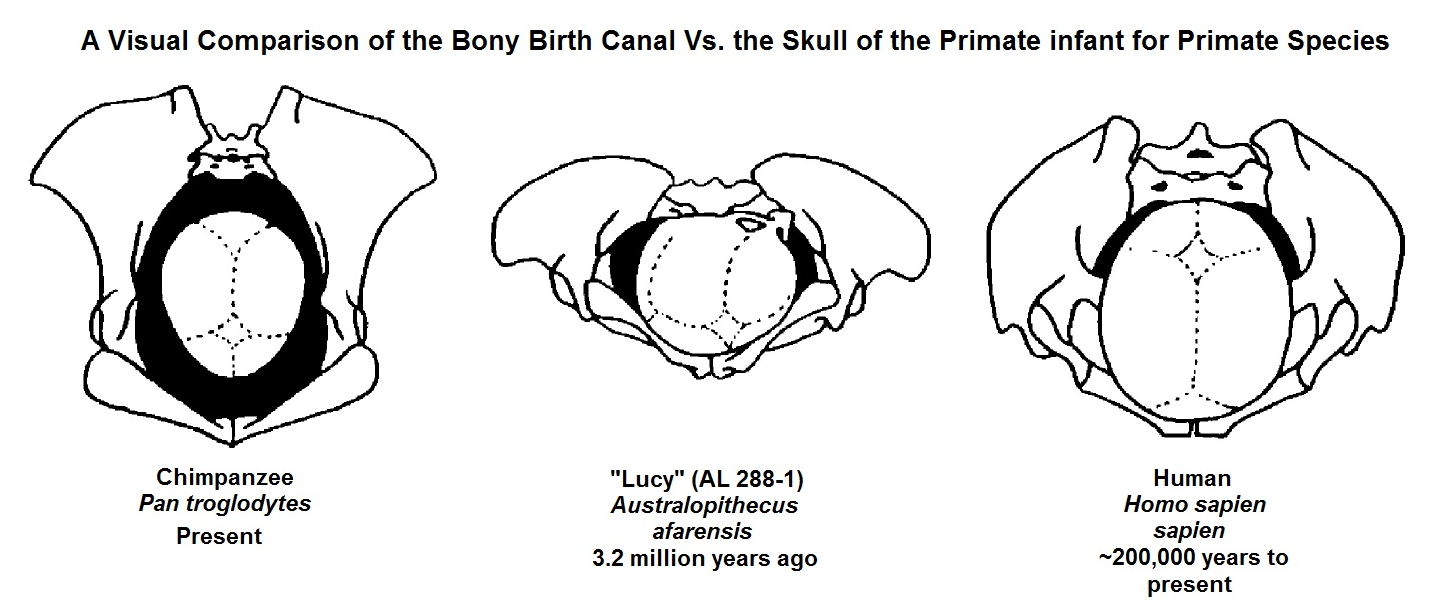
De positie van de baby tijdens het baren met de chimpansee links, A. afarensis in het midden met de schedel een kwartslag gedraaid en de moderne mens rechts

Chimpansees hebben een kortere groeifase dan mensen en wisselen hun tanden ook eerder. Een studie uit 2020 naar Selma, waarvan de leeftijd op twee jaar en vijf maanden werd geschat, concludeerde dat de hersenen bij A. afarensis langer in grootte toenamen dan bij chimpansees. De tanden werden echter vroeg gewisseld. De langere groei van de hersenen wijst op een lange leerfase tijdens de kindertijd, wellicht een voorwaarde voor een verbeterde cognitieve ontwikkeling en complex sociaal gedrag. Het weerspreekt de hypothese dat de lange groei bij de moderne mens een oplossing was voor het probleem bij de geboorte een groot brein door een relatief smal bekken te persen. Van Homo ergaster was al bekend dat het bekken van voor naar achter smaller was dan bij Homo sapiens wat suggereerde dat de rekking van de groei diende om voor een gegeven hersengrootte de vorm van het bekken te optimaliseren voor een tweevoetige gang, in plaats van de hersens zo groot mogelijk te maken bij een gegeven bekkenvorm. Dat patroon blijkt dus veel ouder te zijn.
Ten opzichte van basale mensapen wordt bij de moderne mens de baby achterstevoren gebaard door een halve rotatie. Het is wel gesteld dat australopitheken met hun overdwars brede maar van voor naar achter smalle bekkens een tussenoplossing toepasten waarbij het kind met de schedel overdwars gebaard werd. In 2017 werd een mechanisme gesuggereerd dat het probleem oploste van de breedte van de schouder. Er bleek een verband te bestaan tussen de lengte van het sleutelbeen van de moeder en de schouderbreedte van de baby. Lucy had met haar bovenaan brede torso lange sleutelbeenderen. Haar kind zou dus brede schouders gehad hebben die niet van voor naar achter in het geboortekanaal pasten. Geopperd werd dat de boreling met hoofd overdwars het kanaal inging en het dan een kwartslag draaide maar de schouders in de breedte hield, schuin op de hoofdas van het bekken door het middengedeelte en de uitgang bewegend. Het zou dan nog steeds een moeilijke bevalling geweest zijn.
Aan de hypothese van het zogenaamde Obstetrical Dilemma is door latere studies veel afbreuk gedaan. Door Lovejoy was nog aangenomen dat de hersenen van de boreling bij A. afarensis relatief even groot waren als bij basale mensapen. In 2022 stelde een studie dat ze in feite een stuk kleiner waren. Chimpansees bleken overigens helemaal geen ruim geboortekanaal te hebben, dus de traditionele interpretatie dat die ruimte bij de mens eerst evolutionair tot het uiterste werd opgevuld, klopt alleen daarom al niet. Bij de helft van de chimpanseebevallingen voert de boreling een rotatie uit.

### Ziekte
Lucy heeft een afwijking in de ruggengraat die lijkt op de effecten van de ziekte van Scheuermann.

## Voetsporen

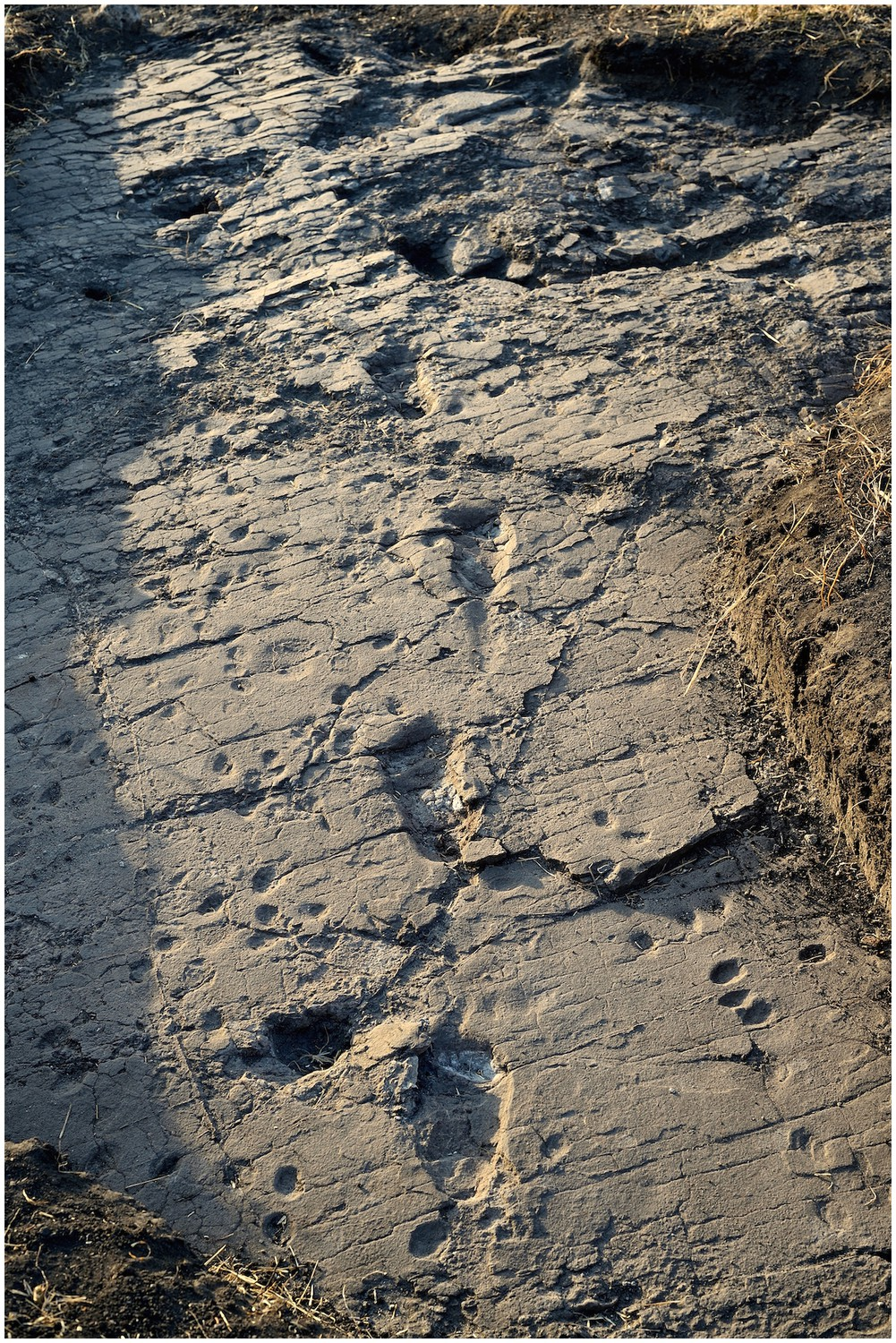
Voetsporen bij Laetoli

Van, vermoedelijk, Australopithecus afarensis zijn gefossiliseerde voetsporen gevonden in vulkanische aslagen in Laetoli, Tanzania. In de zomer van 1976 ontdekte Andrew Hill, een lid van het team van Mary Leakey, in een laag afgezet door de vulkaan de Sadiman, sporen van dieren. De sporen ontstonden doordat de vulkaan een asregen veroorzaakte. De laag as werd zacht door regen. De as bestond gedeeltelijk uit carbonatiet dat na droging een hard kristallijn mineraal achterlaat, trona, dat sporen goed bewaart. In 1977 vonden Philip Leakey, Mary's zoon, en Peter Jones een afdruk van een mensachtige. Mary Leakey hield daar in de VS een aantal persconferenties over waarin ze stelde dat de afdruk wees op een slecht vermogen tot lopen en dat er in de as ook afdrukken van op hun knokkels lopende mensapen waren aangetroffen. White, die zich in 1978 bij het team voegde, betwiste deze interpretatie echter en meende dat het om sporen van bavianen ging. Hierna vond geochemicus Paul Abell een onduidelijk spoor. Op instigatie van White legde onderhoudsman Ndibo een nieuwe laag sporen bloot, Site G, die White in 1978 uitgroef en beschreef. Hij trof twee sporen, G-1 en G-2/3, aan van evenwijdig lopende mensachtigen met vijftig voetafdrukken over een lengte van vijfentwintig meter. Volgens onderzoekster Louise Robbins ging het om een gezin van een grotere man en een zwangere vrouw. Ook dit werd weer door White betwist. In 1987 waarschuwde hij tegen het trekken van overhaaste conclusies op basis van de sporen. In 1979 gingen de opgravingen verder onder leiding van Ronald Clarke. Deze voetsporen zijn ongeveer 3,65 miljoen jaar oud en het oudste directe bewijs van bipedie of tweevoetigheid bij mensachtigen. Na de opgravingen werden de sporen door M. Leakey met zand, plastic en stenen bedekt om ze te beschermen.
De sporen lijken duidelijk te tonen dat de individuen rechtop liepen. De grote teen ligt evenwijdig aan de andere tenen. De voet raakte eerst met de hiel de grond en daarna werd de afzetkracht van buiten naar binnen over de gewrichten tussen de middenvoetsbeenderen en de tenen verplaatst. Dit stelde uiteindelijk de bal van de voet en de grote teen tot een krachtige afzet in staat, bijdragend aan een stabiele voorwaartse gang. Computersimulaties bevestigden in 2012 deze wijze van voortbewegen. Een studie uit 2023 concludeerde echter dat de afzet nog niet volledig menselijk was.
Een probleem met de toewijzing van de sporen aan A. afarensis is dat ze een kromming van de voetboog tonen die het materiaal uit Hadar niet schijnt te hebben. Dat zou kunnen betekenen dat de afdrukken gemaakt zijn door een meer afgeleide vorm. Die kromming is echter binnen een bepaalde populatie zeer variabel, zoals de situatie bij de moderne mens aantoont. Ook is gesteld dat de tenen van het materiaal uit Hadar te lang en gekromd zijn om de afdrukken te kunnen maken.
Problematisch is in hoeverre de sporen sociaal gedrag weerspiegelen. Het kan zijn dat het G-2/3 spoor door twee individuen is gemaakt zoals ook M. Leakey meende. Daarvan zou er dan een ten dele in de sporen van de ander hebben moeten lopen. Volgens Clarke echter was dit een illusie veroorzaakt door het een beetje doorglijden in de natte as. Volgens Leaky werd dit weerlegd door een hielafdruk binnen een andere hielafdruk. In 1985 verklapte Clarke echter dat Leakey bij het, tegen zijn advies in, verwijderen van opvullende as met een beitel uitgeschoten was en zo de zogenaamde tweede afdruk veroorzaakt had.